# Orlen Liga (2015/2016)
Orlen Liga 2015/2016 – organizowane przez Profesjonalną Ligę Piłki Siatkowej SA (PLPS SA) zmagania najwyższej w hierarchii klasy żeńskich ligowych rozgrywek siatkarskich w Polsce, będących jednocześnie najwyższym szczeblem centralnym (I poziom ligowy). Toczone systemem kołowym z fazą play-off na zakończenie sezonu i przeznaczone dla 12 najlepszych polskich klubów piłki siatkowej. 80. edycja rozgrywek o tytuł Mistrzyń Polski, po raz 11. prowadzona w formie ligi zawodowej.
Tytuł z poprzedniego sezonu obronił KPS Chemik Police, po zwycięstwie w finale play-off nad Atomem Trefl Sopot 3:0.

## Drużyny uczestniczące
| \| \| Uczestnicy poprzedniej edycji \| \| \| \| --------------------------------------------------------------------------------------------------------------------------------------------------------------------------------- \| ---------------------------------------- \| -- \| --- \| \| POL \| KPS Chemik Police \| 1 \| LM \| \| SOP \| PGE Atom Trefl Sopot \| 2 \| LM \| \| MUS \| Polski Cukier Muszynianka Fakro Bank BPS \| 3 \| CEV \| \| WRO \| Impel Wrocław \| 4 \| LM \| \| DĄB \| Tauron Banimex MKS Dąbrowa Górnicza \| 5 \| PCh \| \| LEG \| Siódemka SK bank Legionovia \| 6 \| \| \| ŁÓD \| Budowlani Łódź \| 7 \| \| \| BIE \| BKS Aluprof Bielsko-Biała \| 8 \| \| \| OST \| AZS KSZO Ostrowiec Świętokrzyski \| 9 \| \| \| PIŁ \| PGNiG Nafta Piła \| 10 \| \| \| RZE \| KS Developres Rzeszów \| 11 \| \| \| BYD \| KS Pałac Bydgoszcz \| 12 \| \| \| Oznaczenia: - kolumna pierwsza – skróty nazw drużyn wpisane na mapie (jeśli ta została zamieszczona), - kolumna trzecia – miejsce zajęte przez daną drużynę w poprzednim sezonie. \| \| \| \| |                                          | POLSOPMUSWRODĄBLEGŁÓDBIEOSTPIŁRZEBYD Lokalizacja klubów |     |
| | Uczestnicy poprzedniej edycji            |                                                         |     |
| POL | KPS Chemik Police                        | 1                                                       | LM  |
| SOP | PGE Atom Trefl Sopot                     | 2                                                       | LM  |
| MUS | Polski Cukier Muszynianka Fakro Bank BPS | 3                                                       | CEV |
| WRO | Impel Wrocław                            | 4                                                       | LM  |
| DĄB | Tauron Banimex MKS Dąbrowa Górnicza      | 5                                                       | PCh |
| LEG | Siódemka SK bank Legionovia              | 6                                                       |     |
| ŁÓD | Budowlani Łódź                           | 7                                                       |     |
| BIE | BKS Aluprof Bielsko-Biała                | 8                                                       |     |
| OST | AZS KSZO Ostrowiec Świętokrzyski         | 9                                                       |     |
| PIŁ | PGNiG Nafta Piła                         | 10                                                      |     |
| RZE | KS Developres Rzeszów                    | 11                                                      |     |
| BYD | KS Pałac Bydgoszcz                       | 12                                                      |     |
| Oznaczenia: - kolumna pierwsza – skróty nazw drużyn wpisane na mapie (jeśli ta została zamieszczona), - kolumna trzecia – miejsce zajęte przez daną drużynę w poprzednim sezonie. |                                          |                                                         |     |

## Hale sportowe
| Klub                                     | Hala sportowa                           | Liczba miejsc siedzących |
| ---------------------------------------- | --------------------------------------- | ------------------------ |
| Atom Trefl Sopot                         | Ergo Arena                              | 11200                    |
| Atom Trefl Sopot                         | Hala Stulecia Sopotu                    | 2000                     |
| Polski Cukier Muszynianka Fakro Bank BPS | Hala sportowa Muszyna                   | 1200                     |
| Tauron Banimex MKS Dąbrowa Górnicza      | Hala Centrum                            | 2944                     |
| BKS Aluprof Bielsko-Biała                | Hala Widowiskowo-Sportowa               | 3000                     |
| Impel Wrocław                            | Hala „Orbita”                           | 3000                     |
| Budowlani Łódź                           | Atlas Arena                             | 12109                    |
| KS Pałac Bydgoszcz                       | Hala Łuczniczka                         | 6082                     |
| PGNiG Nafta Piła                         | Hala Sportowo-Widowiskowa MOSiR         | 1500                     |
| PSPS Chemik Police                       | Hala sportowa im. Ignacego Łukasiewicza | 1100                     |
| PSPS Chemik Police                       | Arena Azoty                             | 5403                     |
| Siódemka SK bank Legionovia              | Arena Legionowo                         | 1988                     |
| AZS KSZO Ostrowiec Świętokrzyski         | Hala sportowo-widowiskowa KSZO          | 3794                     |
| KS Developres Rzeszów                    | Hala Podpromie                          | 4300                     |

## Rozgrywki

### Faza zasadnicza

#### Tabela wyników
| Gospodarz \ Gość1            | POL | SOP | MUS | WRO | BIE | DĄB | ŁÓD | OST | LEG | RZE | PIŁ | BYD |
| ---------------------------- | --- | --- | --- | --- | --- | --- | --- | --- | --- | --- | --- | --- |
| PSPS Chemik Police           | -   | 3:1 | 3:0 | 3:0 | 3:0 | 3:1 | 3:0 | 3:0 | 3:0 | 3:1 | 3:0 | 3:0 |
| Trefl Sopot                  | 2:3 | -   | 3:0 | 3:0 | 0:3 | 1:3 | 3:2 | 3:0 | 3:0 | 3:1 | 3:1 | 3:1 |
| Muszynianka Muszyna          | 0:3 | 0:3 | -   | 2:3 | 3:1 | 3:0 | 1:3 | 3:0 | 3:0 | 3:1 | 3:2 | 3:1 |
| Impel Wrocław                | 3:2 | 1:3 | 3:0 | -   | 3:0 | 3:2 | 3:1 | 3:0 | 3:0 | 3:0 | 3:2 | 3:1 |
| BKS Aluprof Bielsko-Biała    | 3:0 | 0:3 | 3:1 | 1:3 | -   | 0:3 | 3:0 | 3:1 | 3:1 | 3:0 | 1:3 | 3:0 |
| MKS Dąbrowa Górnicza         | 0:3 | 2:3 | 2:3 | 3:1 | 3:2 | -   | 3:2 | 3:1 | 3:0 | 3:1 | 3:0 | 3:1 |
| Budowlani Łódź               | 1:3 | 1:3 | 3:0 | 2:3 | 3:2 | 3:1 | -   | 3:2 | 3:0 | 3:2 | 3:0 | 3:1 |
| KSZO Ostrowiec Świętokrzyski | 0:3 | 0:3 | 0:3 | 0:3 | 1:3 | 0:3 | 0:3 | -   | 3:0 | 1:3 | 0:3 | 3:1 |
| Legionovia Legionowo         | 0:3 | 0:3 | 1:3 | 0:3 | 3:1 | 3:2 | 0:3 | 3:0 | -   | 2:3 | 1:3 | 2:3 |
| KS Developres Rzeszów        | 0:3 | 0:3 | 0:3 | 1:3 | 3:0 | 1:3 | 0:3 | 3:2 | 0:3 | -   | 0:3 | 3:2 |
| PTPS Piła                    | 0:3 | 3:1 | 3:2 | 1:3 | 3:2 | 0:3 | 3:1 | 3:0 | 3:1 | 3:0 | -   | 0:3 |
| KS Pałac Bydgoszcz           | 1:3 | 1:3 | 1:3 | 0:3 | 0:3 | 0:3 | 0:3 | 3:2 | 2:3 | 3:1 | 1:3 | -   |

Źródło: siatka.org (pol.)
1 Drużyna gospodarzy jest wymieniona po lewej stronie tabeli.
Kolory:
  zwycięstwo gospodarzy 3:0 lub 3:1
  zwycięstwo gospodarzy 3:2
  zwycięstwo gości 3:0 lub 3:1
  zwycięstwo gości 3:2

#### Terminarz i wyniki
| Data        | Godz. | Gospodarz                    | Rezultat                                | Gość                         | Widzów | MVP                         |
| ----------- | ----- | ---------------------------- | --------------------------------------- | ---------------------------- | ------ | --------------------------- |
| 1. KOLEJKA  |       |                              |                                         |                              |        |                             |
| 15.10.2015  | 17:30 | Impel Wrocław                | 3:0 (25:16, 25:12, 25:18)               | KSZO Ostrowiec Świętokrzyski | 2500   | Kristin Hildebrand          |
| 16.10.2015  | 18:00 | Legionovia Legionowo         | 0:3 (13:25, 15:25, 18:25)               | Budowlani Łódź               | 1300   | Heike Beier                 |
| 17.10.2015  | 20:00 | KS Developres Rzeszów        | 0:3 (18:25, 23:25, 15:25)               | Trefl Sopot                  | 1500   | Maret Balkestein-Grothues   |
| 18.10.2015  | 14:45 | PSPS Chemik Police           | 3:0 (25:14, 25:18, 25:16)               | KS Pałac Bydgoszcz           | 1850   | Izabela Kowalińska          |
| 19.10.2015  | 18:00 | MKS Dąbrowa Górnicza         | 3:2 (22:25, 27:25, 24:26, 25:20, 15:10) | BKS Aluprof Bielsko-Biała    | 1900   | Deja McClendon              |
| 19.10.2015  | 20:30 | Muszynianka Muszyna          | 3:2 (25:20, 25:22, 21:25, 23:25, 16:14) | PTPS Piła                    | 500    | Natalia Kurnikowska         |
| 2. KOLEJKA  |       |                              |                                         |                              |        |                             |
| 21.10.2015  | 18:00 | KS Developres Rzeszów        | 0:3 (18:25, 23:25, 11:25)               | Muszynianka Muszyna          | 1200   | Júlia Milovits              |
| 21.10.2015  | 18:00 | PSPS Chemik Police           | 3:1 (25:18, 28:26, 20:25, 27:25)        | Trefl Sopot                  | 2615   | Agnieszka Bednarek-Kasza    |
| 21.10.2015  | 19:00 | PTPS Piła                    | 1:3 (23:25, 25:23, 20:25, 17:25)        | Impel Wrocław                | 950    | Milena Radecka              |
| 21.10.2015  | 20:30 | KSZO Ostrowiec Świętokrzyski | 0:3 (15:25, 19:25, 16:25)               | MKS Dąbrowa Górnicza         | 500    | Micha Hancock               |
| 28.10.2015  | 18:00 | KS Pałac Bydgoszcz           | 0:3 (13:25, 20:25, 23:25)               | Budowlani Łódź               | 500    | Heike Beier                 |
| 18.11.2015  | 18:00 | BKS Aluprof Bielsko-Biała    | 3:1 (26:24, 23:25, 25:18, 25:22)        | Legionovia Legionowo         | 600    | Natalia Bamber-Laskowska    |
| 3. KOLEJKA  |       |                              |                                         |                              |        |                             |
| 23.10.2015  | 18:00 | Budowlani Łódź               | 3:2 (25:18, 23:25, 25:21, 27:29, 15:10) | BKS Aluprof Bielsko-Biała    | 3000   | Ewelina Brzezińska          |
| 24.10.2015  | 14:45 | KS Pałac Bydgoszcz           | 1:3 (23:25, 26:24, 20:25, 22:25)        | Trefl Sopot                  | 1100   | Magdalena Damaske           |
| 24.10.2015  | 17:00 | Muszynianka Muszyna          | 0:3 (22:25, 19:25, 23:25)               | PSPS Chemik Police           | 800    | Joanna Wołosz               |
| 25.10.2015  | 14:45 | Impel Wrocław                | 3:0 (25:19, 25:16, 25:17)               | KS Developres Rzeszów        | 2300   | Andrea Kossanyiová          |
| 26.10.2015  | 18:00 | Legionovia Legionowo         | 3:0 (26:24, 25:23, 25:18)               | KSZO Ostrowiec Świętokrzyski | 1000   | Daria Paszek                |
| 26.10.2015  | 20:30 | MKS Dąbrowa Górnicza         | 3:0 (25:12, 25:13, 25:15)               | PTPS Piła                    | 900    | Karolina Różycka            |
| 4. KOLEJKA  |       |                              |                                         |                              |        |                             |
| 31.10.2015  | 14:45 | KS Pałac Bydgoszcz           | 0:3 (20:25, 22:25, 18:25)               | BKS Aluprof Bielsko-Biała    | 450    | Yael Castiglione            |
| 31.10.2015  | 17:00 | KSZO Ostrowiec Świętokrzyski | 0:3 (19:25, 23:25, 20:25)               | Budowlani Łódź               | 400    | Gabriela Polańska           |
| 31.10.2015  | 18:00 | PTPS Piła                    | 3:1 (25:18, 30:28, 22:25, 25:13)        | Legionovia Legionowo         | 750    | Dorota Wilk                 |
| 31.10.2015  | 18:00 | KS Developres Rzeszów        | 1:3 (22:25, 23:25, 25:19, 25:27)        | MKS Dąbrowa Górnicza         | 500    | Eleonora Dziękiewicz        |
| 31.10.2015  | 19:00 | Trefl Sopot                  | 3:0 (25:13, 25:17, 25:20)               | Muszynianka Muszyna          | 2050   | Maja Tokarska               |
| 31.10.2015  | 20:00 | PSPS Chemik Police           | 3:0 (25:18, 25:16, 26:24)               | Impel Wrocław                | 3256   | Joanna Wołosz               |
| 5. KOLEJKA  |       |                              |                                         |                              |        |                             |
| 04.11.2015  | 18:00 | MKS Dąbrowa Górnicza         | 0:3 (19:25, 20:25, 20:25)               | PSPS Chemik Police           | 2200   | Stefana Veljković           |
| 04.11.2015  | 18:00 | Muszynianka Muszyna          | 3:1 (25:20, 25:20, 20:25, 25:20)        | KS Pałac Bydgoszcz           | 400    | Aleksandra Krzos            |
| 04.11.2015  | 18:00 | BKS Aluprof Bielsko-Biała    | 3:1 (25:23, 25:18, 31:33, 25:14)        | KSZO Ostrowiec Świętokrzyski | 600    | Helena Horka                |
| 04.11.2015  | 18:00 | PTPS Piła                    | 3:1 (26:24, 25:22, 20:25, 25:21)        | Budowlani Łódź               | 920    | Agata Babicz                |
| 04.11.2015  | 19:00 | Legionovia Legionowo         | 2:3 (22:25, 25:22, 25:11, 23:25, 7:15)  | KS Developres Rzeszów        | 800    | Agata Skiba                 |
| 04.11.2015  | 20:30 | Impel Wrocław                | 1:3 (15:25, 25:22, 15:25, 21:25)        | Trefl Sopot                  | 2500   | Katarzyna Zaroślińska       |
| 6. KOLEJKA  |       |                              |                                         |                              |        |                             |
| 07.11.2015  | 18:00 | PTPS Piła                    | 3:2 (19:25, 12:25, 25:14, 25:23, 15:10) | BKS Aluprof Bielsko-Biała    | 1300   | Anita Kwiatkowska           |
| 08.11.2015  | 14:45 | Muszynianka Muszyna          | 2:3 (20:25, 25:20, 25:19, 24:26, 5:15)  | Impel Wrocław                | 900    | Kristin Hildebrand          |
| 08.11.2015  | 16:00 | Trefl Sopot                  | 1:3 (25:17, 18:25, 22:25, 18:25)        | MKS Dąbrowa Górnicza         | 900    | Rebecca Pavan               |
| 08.11.2015  | 17:00 | PSPS Chemik Police           | 3:0 (25:20, 25:16, 25:22)               | Legionovia Legionowo         | 1800   | Joanna Wołosz               |
| 09.11.2015  | 18:00 | KS Developres Rzeszów        | 0:3 (16:25, 12:25, 27:29)               | Budowlani Łódź               | 1200   | Sylwia Pycia                |
| 09.11.2015  | 18:00 | KS Pałac Bydgoszcz           | 3:2 (25:18, 21:25, 25:18, 21:25, 15:13  | KSZO Ostrowiec Świętokrzyski | 700    | Ewelina Krzywicka           |
| 7. KOLEJKA  |       |                              |                                         |                              |        |                             |
| 14.11.2015  | 17:00 | Impel Wrocław                | 3:1 (25:8, 25:19, 23:25, 25:14)         | KS Pałac Bydgoszcz           | 1500   | Joanna Kaczor               |
| 14.11.2015  | 17:00 | MKS Dąbrowa Górnicza         | 2:3 (25:23, 21:25, 23:25, 25:17, 11:15) | Muszynianka Muszyna          | 2300   | Adela Helić                 |
| 14.11.2015  | 18:00 | BKS Aluprof Bielsko-Biała    | 3:0 (25:17, 28:26, 25:15)               | KS Developres Rzeszów        | 900    | Małgorzata Lis              |
| 14.11.2015  | 18:00 | KSZO Ostrowiec Świętokrzyski | 0:3 (19:25, 20:25, 13:25)               | PTPS Piła                    | 600    | Dorota Wilk                 |
| 15.11.2015  | 14:45 | Legionovia Legionowo         | 0:3 (16:25, 17:25, 15:25)               | Trefl Sopot                  | 1400   | Klaudia Kaczorowska         |
| 16.11.2015  | 18:00 | Budowlani Łódź               | 1:3 (25:19, 13:25, 24:26, 14:25)        | PSPS Chemik Police           | 2900   | Anna Werblińska             |
| 8. KOLEJKA  |       |                              |                                         |                              |        |                             |
| 18.11.2015  | 18:00 | Trefl Sopot                  | 3:2 (25:20, 17:25, 25:19, 21:25, 15:8)  | Budowlani Łódź               | 1700   | Katarzyna Zaroślińska       |
| 19.11.2015  | 18:00 | Impel Wrocław                | 3:2 (13:25, 26:28, 25:15, 26:24, 16:14) | MKS Dąbrowa Górnicza         | 1900   | Katarzyna Skowrońska-Dolata |
| 21.11.2015  | 17:00 | KS Developres Rzeszów        | 3:2 (19:25, 25:15, 25:19, 23:25, 15:13) | KSZO Ostrowiec Świętokrzyski | 800    | Joanna Kapturska            |
| 22.11.2015  | 14:45 | KS Pałac Bydgoszcz           | 1:3 (20:25, 25:21, 11:25, 21:25)        | PTPS Piła                    | 620    | Joanna Sobczak              |
| 22.11.2015  | 18:00 | PSPS Chemik Police           | 3:0 (25:22, 25:13, 25:20)               | BKS Aluprof Bielsko-Biała    | 2600   | Izabela Kowalińska          |
| 23.11.2015  | 18:00 | Muszynianka Muszyna          | 3:0 (25:19, 25:22, 25:15)               | Legionovia Legionowo         | 600    | Anna Grejman                |
| 9. KOLEJKA  |       |                              |                                         |                              |        |                             |
| 27.11.2015  | 18:00 | BKS Aluprof Bielsko-Biała    | 0:3 (18:25, 14:25, 17:25)               | Trefl Sopot                  | 1000   | Maret Balkestein-Grothues   |
| 28.11.2015  | 17:00 | KSZO Ostrowiec Świętokrzyski | 0:3 (14:25, 15:25, 11:25)               | PSPS Chemik Police           | 610    | Izabela Kowalińska          |
| 28.11.2015  | 17:00 | MKS Dąbrowa Górnicza         | 3:1 (25:19, 25:21, 20:25, 25:21 )       | KS Pałac Bydgoszcz           | 1500   | Micha Hancock               |
| 28.11.2015  | 18:00 | Legionovia Legionowo         | 0:3 (22:25, 18:25, 19:25)               | Impel Wrocław                | 1200   | Milena Radecka              |
| 28.11.2015  | 20:00 | Budowlani Łódź               | 3:0 (25:16, 25:15, 25:16)               | Muszynianka Muszyna          | 1800   | Daiana Mureșan              |
| 29.11.2015  | 18:00 | PTPS Piła                    | 3:0 (25:15, 26:24, 25:23)               | KS Developres Rzeszów        | 1450   | Dorota Wilk                 |
| 10. KOLEJKA |       |                              |                                         |                              |        |                             |
| 02.12.2015  | 18:00 | Trefl Sopot                  | 3:0 (25:18, 25:16, 25:16)               | KSZO Ostrowiec Świętokrzyski | 1500   | Agata Durajczyk             |
| 02.12.2015  | 18:00 | PSPS Chemik Police           | 3:0 (25:20, 25:18, 25:17)               | PTPS Piła                    | 1600   | Mariola Zenik               |
| 02.12.2015  | 18:00 | MKS Dąbrowa Górnicza         | 3:0 (25:22, 25:17, 25:20)               | Legionovia Legionowo         | 1000   | Karolina Różycka            |
| 02.12.2015  | 18:00 | Muszynianka Muszyna          | 3:1 (21:25, 27:25, 25:19, 25:18)        | BKS Aluprof Bielsko-Biała    | 800    | Aleksandra Krzos            |
| 02.12.2015  | 18:00 | KS Pałac Bydgoszcz           | 3:1 (25:13, 26:24, 11:25, 25:23)        | KS Developres Rzeszów        | 550    | Natalia Misiuna             |
| 02.12.2015  | 18:00 | Budowlani Łódź               | 2:3 (23:25, 18:25, 25:16, 25:13, 13:15) | Impel Wrocław                | 1750   | Katarzyna Skowrońska-Dolata |
| 11. KOLEJKA |       |                              |                                         |                              |        |                             |
| 04.12.2015  | 17:00 | PSPS Chemik Police           | 3:1 (24:26, 25:12, 25:15, 25:15)        | KS Developres Rzeszów        | 1256   | Izabela Kowalińska          |
| 05.12.2015  | 17:00 | KSZO Ostrowiec Świętokrzyski | 0:3 (14:25, 24:26, 17:25)               | Muszynianka Muszyna          | 550    | Natalia Kurnikowska         |
| 05.12.2015  | 18:00 | Trefl Sopot                  | 3:1 (25:21, 25:18, 21:25, 28:26)        | PTPS Piła                    | 1500   | Maret Balkestein-Grothues   |
| 06.12.2015  | 18:00 | BKS Aluprof Bielsko-Biała    | 1:3 (19:25, 28:26, 17:25, 18:25)        | Impel Wrocław                | 1000   | Katarzyna Skowrońska-Dolata |
| 07.12.2015  | 18:00 | MKS Dąbrowa Górnicza         | 3:2 (22:25, 25:18, 22:25, 25:16, 15:6)  | Budowlani Łódź               | 1700   | Micha Hancock               |
| 07.12.2015  | 18:00 | Legionovia Legionowo         | 2:3 (25:14, 22:25, 25:22, 22:25, 11:15) | KS Pałac Bydgoszcz           | 1000   | Joanna Kuligowska           |
| 12. KOLEJKA |       |                              |                                         |                              |        |                             |
| 12.12.2015  | 17:00 | KS Pałac Bydgoszcz           | 1:3 (20:25, 22:25, 25:21, 21:25)        | PSPS Chemik Police           | 1050   | Aleksandra Jagieło          |
| 12.12.2015  | 18:00 | BKS Aluprof Bielsko-Biała    | 0:3 (17:25, 18:25, 15:25)               | MKS Dąbrowa Górnicza         | 1000   | Micha Hancock               |
| 13.12.2015  | 14:45 | PTPS Piła                    | 3:2 (16:25, 25:18, 25:21, 19:25, 16:14) | Muszynianka Muszyna          | 1480   | Anita Kwiatkowska           |
| 13.12.2015  | 15:00 | Trefl Sopot                  | 3:1 (25:19, 21:25, 25:16, 25:21)        | KS Developres Rzeszów        | 1700   | Magdalena Damaske           |
| 14.12.2015  | 18:00 | Budowlani Łódź               | 3:0 (25:19, 25:16, 25:20)               | Legionovia Legionowo         | 1700   | Dorota Medyńska             |
| 14.12.2015  | 19:00 | KSZO Ostrowiec Świętokrzyski | 0:3 (17:25, 18:25, 17:25)               | Impel Wrocław                | 410    | Aleksandra Sikorska         |
| 13. KOLEJKA |       |                              |                                         |                              |        |                             |
| 14.01.2016  | 18:00 | KS Developres Rzeszów        | 1:3 (25:22, 26:28, 21:25, 16:25)        | Impel Wrocław                | 1300   | Joanna Kaczor               |
| 15.01.2016  | 18:00 | PSPS Chemik Police           | 3:0 (25:18, 25:21, 25:13)               | Muszynianka Muszyna          | 3500   | Izabela Bełcik              |
| 16.01.2016  | 17:00 | KSZO Ostrowiec Świętokrzyski | 3:0 (25:20, 25:23, 25:20)               | Legionovia Legionowo         | 500    | Karolina Bednarek           |
| 16.01.2016  | 18:00 | PTPS Piła                    | 0:3 (20:25, 24:26, 18:25)               | MKS Dąbrowa Górnicza         | 1400   | Micha Hancock               |
| 16.01.2016  | 18:00 | Trefl Sopot                  | 3:1 (19:25, 25:22, 25:17, 25:11)        | KS Pałac Bydgoszcz           | 1100   | Katarzyna Zaroślińska       |
| 17.01.2016  | 18:00 | BKS Aluprof Bielsko-Biała    | 3:0 (27:25, 25:19, 25:17)               | Budowlani Łódź               | 800    | Aleksandra Trojan           |
| 14. KOLEJKA |       |                              |                                         |                              |        |                             |
| 23.01.2016  | 17:00 | Muszynianka Muszyna          | 0:3 (23:25, 19:25, 19:25)               | Trefl Sopot                  | 700    | Brittnee Cooper             |
| 23.01.2016  | 17:00 | MKS Dąbrowa Górnicza         | 3:1 (26:24, 25:14, 13:25, 25:12)        | KS Developres Rzeszów        | 1500   | Joanna Staniucha-Szczurek   |
| 23.01.2016  | 18:00 | BKS Aluprof Bielsko-Biała    | 3:0 (25:18, 26:24, 25:23)               | KS Pałac Bydgoszcz           | 800    | Nikola Radosová             |
| 23.01.2016  | 18:00 | Budowlani Łódź               | 3:2 (25:20, 22:25, 25:13, 23:25, 19:17) | KSZO Ostrowiec Świętokrzyski | 1900   | Gabriela Polańska           |
| 24.01.2016  | 14:45 | Impel Wrocław                | 3:2 (24:26, 25:21, 25:15, 11:25, 15:13) | PSPS Chemik Police           | 2750   | Monika Ptak                 |
| 25.01.2016  | 18:00 | Legionovia Legionowo         | 1:3 (26:24, 23:25, 18:25, 21:25)        | PTPS Piła                    | 800    | Anita Kwiatkowska           |
| 15. KOLEJKA |       |                              |                                         |                              |        |                             |
| 30.01.2016  | 14:45 | Trefl Sopot                  | 3:0 (25:19, 25:17, 25:10)               | Impel Wrocław                | 2100   | Danica Radenković           |
| 30.01.2016  | 17:00 | KS Pałac Bydgoszcz           | 1:3 (25:22, 14:25, 18:25, 17:25)        | Muszynianka Muszyna          | 650    | Natalia Kurnikowska         |
| 30.01.2016  | 17:00 | KSZO Ostrowiec Świętokrzyski | 1:3 (25:22, 21:25, 13:25, 19:25)        | BKS Aluprof Bielsko-Biała    | 530    | Natalia Bamber-Laskowska    |
| 30.01.2016  | 17:00 | KS Developres Rzeszów        | 0:3 (25:27, 23:25, 24:26)               | Legionovia Legionowo         | 550    | Adriana Adamek              |
| 30.01.2016  | 18:00 | PSPS Chemik Police           | 3:1 (25:22, 21:25, 25:22, 25:16)        | MKS Dąbrowa Górnicza         | 3650   | Izabela Kowalińska          |
| 31.01.2016  | 14:45 | Budowlani Łódź               | 3:0 (25:18, 25:21, 25:13)               | PTPS Piła                    | 2600   | Julia Twardowska            |
| 16. KOLEJKA |       |                              |                                         |                              |        |                             |
| 27.01.2016  | 18:00 | Budowlani Łódź               | 3:1 (25:21, 19:25, 25:13, 25:14)        | KS Pałac Bydgoszcz           | 1000   | Pavla Vincourová            |
| 03.02.2016  | 18:00 | MKS Dąbrowa Górnicza         | 3:1 (25:21, 21:25, 25:17, 25:18)        | KSZO Ostrowiec Świętokrzyski | 1000   | Karolina Różycka            |
| 03.02.2016  | 18:00 | Trefl Sopot                  | 2:3 (21:25, 25:12, 21:25, 25:19, 12:15) | PSPS Chemik Police           | 2300   | Izabela Kowalińska          |
| 03.02.2016  | 18:00 | Impel Wrocław                | 3:2 (25:14, 25:23, 23:25, 19:25, 15:13) | PTPS Piła                    | 1200   | Carolina Costagrande        |
| 03.02.2016  | 19:00 | Legionovia Legionowo         | 3:1 (25:20, 25:17, 22:25, 25:16)        | BKS Aluprof Bielsko-Biała    | 550    | Malwina Smarzek             |
| 03.02.2016  | 20:30 | Muszynianka Muszyna          | 3:1 (21:25, 25:18, 25:16, 26:24)        | KS Developres Rzeszów        | 500    | Adela Helić                 |
| 17. KOLEJKA |       |                              |                                         |                              |        |                             |
| 06.02.2016  | 17:00 | MKS Dąbrowa Górnicza         | 2:3 (27:25, 23:25, 13:25, 25:19, 14:16) | Trefl Sopot                  | 2500   | Katarzyna Zaroślińska       |
| 06.02.2016  | 18:00 | Legionovia Legionowo         | 0:3 (12:25, 19:25, 18:25)               | PSPS Chemik Police           | 1100   | Izabela Kowalińska          |
| 06.02.2016  | 18:00 | BKS Aluprof Bielsko-Biała    | 1:3 (25:19, 14:25, 11:25, 19:25)        | PTPS Piła                    | 900    | Agata Babicz                |
| 07.02.2016  | 20:00 | Impel Wrocław                | 3:0 (26:24, 25:21, 25:15)               | Muszynianka Muszyna          | 1600   | Milena Radecka              |
| 08.02.2016  | 18:00 | KSZO Ostrowiec Świętokrzyski | 3:1 (25:23, 19:25, 25:19, 27:25)        | KS Pałac Bydgoszcz           | 640    | Roksana Brzóska             |
| 08.02.2016  | 18:00 | Budowlani Łódź               | 3:2 (25:16, 23:25, 25:21, 24:26, 15:11) | KS Developres Rzeszów        | 1750   | Julia Twardowska            |
| 18. KOLEJKA |       |                              |                                         |                              |        |                             |
| 12.02.2016  | 18:00 | PTPS Piła                    | 3:0 (25:16, 25:22, 25:23)               | KSZO Ostrowiec Świętokrzyski | 1050   | Anita Kwiatkowska           |
| 13.02.2016  | 17:00 | KS Developres Rzeszów        | 3:0 (25:16, 25:13, 25:15)               | BKS Aluprof Bielsko-Biała    | 800    | Magdalena Jagodzińska       |
| 13.02.2016  | 17:00 | KS Pałac Bydgoszcz           | 0:3 (17:25, 25:27, 15:25)               | Impel Wrocław                | 450    | Andrea Kossanyiová          |
| 14.02.2016  | 14:45 | Muszynianka Muszyna          | 3:0 (25:19, 27:25, 25:18)               | MKS Dąbrowa Górnicza         | 800    | Anna Grejman                |
| 14.02.2016  | 17:00 | Trefl Sopot                  | 3:0 (25:23, 25:20, 25:18)               | Legionovia Legionowo         | 1400   | Zuzanna Efimienko           |
| 15.02.2016  | 18:00 | PSPS Chemik Police           | 3:0 (25:19, 25:17, 25:14)               | Budowlani Łódź               | 2470   | Madelaynne Montaño          |
| 19. KOLEJKA |       |                              |                                         |                              |        |                             |
| 20.02.2016  | 17:00 | KSZO Ostrowiec Świętokrzyski | 1:3 (15:25, 25:23, 12:25, 25:27)        | KS Developres Rzeszów        | 876    | Agata Skiba                 |
| 21.02.2016  | 14:45 | BKS Aluprof Bielsko-Biała    | 3:0 (25:22, 25:20, 25:23)               | PSPS Chemik Police           | 1300   | Nikola Radosová             |
| 21.02.2016  | 17:00 | Budowlani Łódź               | 1:3 (28:26, 24:26, 23:25, 21:25)        | Trefl Sopot                  | 2450   | Maret Balkestein-Grothues   |
| 22.02.2016  | 18:00 | PTPS Piła                    | 0:3 (23:25, 23:25, 23:25)               | KS Pałac Bydgoszcz           | 950    | Natalia Misiuna             |
| 22.02.2016  | 19:00 | Legionovia Legionowo         | 1:3 (18:25, 18:25, 25:22, 8:25)         | Muszynianka Muszyna          | 700    | Maja Savić                  |
| 02.03.2016  | 18:00 | MKS Dąbrowa Górnicza         | 3:1 (15:25, 25:20, 25:21, 25:19)        | Impel Wrocław                | 2600   | Tamara Kaliszuk             |
| 20. KOLEJKA |       |                              |                                         |                              |        |                             |
| 26.02.2016  | 18:00 | KS Pałac Bydgoszcz           | 0:3 (22:25, 19:25, 18:25)               | MKS Dąbrowa Górnicza         | 720    | Izabela Bałucka             |
| 27.02.2016  | 15:30 | PSPS Chemik Police           | 3:0 (25:12, 25:22, 25:16)               | KSZO Ostrowiec Świętokrzyski | 2754   | Aleksandra Jagieło          |
| 27.02.2016  | 17:00 | Impel Wrocław                | 3:0 (25:23, 25:22, 25:8)                | Legionovia Legionowo         | 1500   | Monika Ptak                 |
| 27.02.2016  | 17:00 | KS Developres Rzeszów        | 0:3 (23:25, 22:25, 22:25)               | PTPS Piła                    | 800    | Kiesha Leggs                |
| 28.02.2016  | 19:00 | Trefl Sopot                  | 0:3 (22:25, 21:25, 21:25)               | BKS Aluprof Bielsko-Biała    | 1500   | Helena Horká                |
| 29.02.2016  | 18:00 | Muszynianka Muszyna          | 1:3 (17:25, 25:19, 20:25, 21:25)        | Budowlani Łódź               | 900    | Heike Beier                 |
| 21. KOLEJKA |       |                              |                                         |                              |        |                             |
| 05.03.2016  | 14:45 | BKS Aluprof Bielsko-Biała    | 3:1 (23:25, 25:20, 25:15, 25:23)        | Muszynianka Muszyna          | 1200   | Helena Horká                |
| 05.03.2016  | 17:00 | KSZO Ostrowiec Świętokrzyski | 0:3 (20:25, 23:25, 15:25)               | Trefl Sopot                  | 504    | Maja Tokarska               |
| 05.03.2016  | 18:00 | PTPS Piła                    | 0:3 (18:25, 13:25, 12:25)               | PSPS Chemik Police           | 1150   | Aleksandra Jagieło          |
| 05.03.2016  | 19:00 | Impel Wrocław                | 3:1 (25:21, 22:25, 25:13, 25:15)        | Budowlani Łódź               | 1800   | Katarzyna Skowrońska-Dolata |
| 06.03.2016  | 17:00 | Legionovia Legionowo         | 3:2 (16:25, 25:22, 16:25, 25:22, 15:12) | MKS Dąbrowa Górnicza         | 1000   | Iga Chojnacka               |
| 07.03.2016  | 18:00 | KS Developres Rzeszów        | 3:2 (25:20, 25:23, 18:25, 22:25, 15:10) | KS Pałac Bydgoszcz           | 600    | Lucyna Borek                |
| 22. KOLEJKA |       |                              |                                         |                              |        |                             |
| 11.03.2016  | 18:00 | Impel Wrocław                | 3:0 (25:16, 25:18, 25:21)               | BKS Aluprof Bielsko-Biała    | 1600   | Agnieszka Kąkolewska        |
| 12.03.2016  | 17:00 | Muszynianka Muszyna          | 3:0 (25:11, 25:11, 26:24)               | KSZO Ostrowiec Świętokrzyski | 600    | Anna Grejman                |
| 12.03.2016  | 17:00 | KS Pałac Bydgoszcz           | 2:3 (25:19, 19:25, 19:25, 25:20, 10:15) | Legionovia Legionowo         | 848    | Katarzyna Połeć             |
| 12.03.2016  | 18:00 | KS Developres Rzeszów        | 0:3 (15:25, 16:25, 16:25)               | PSPS Chemik Police           | 1000   | Madelaynne Montaño          |
| 13.03.2016  | 14:45 | PTPS Piła                    | 3:1 (25:20, 20:25, 25:20, 25:19)        | Trefl Sopot                  | 900    | Joanna Sobczak              |
| 14.03.2016  | 18:00 | Budowlani Łódź               | 3:1 (25:17, 24:26, 25:19, 26:24)        | MKS Dąbrowa Górnicza         | 1800   | Ewelina Brzezińska          |

#### Tabela
| Lp. | Drużyna                                  | Pkt | Mecze | Mecze | Mecze | Rodzaj wyniku | Rodzaj wyniku | Rodzaj wyniku | Rodzaj wyniku | Rodzaj wyniku | Rodzaj wyniku | Sety | Sety | Sety  | Małe punkty | Małe punkty | Małe punkty |
| Lp. | Drużyna                                  | Pkt | M     | W     | P     | 3:0           | 3:1           | 3:2           | 2:3           | 1:3           | 0:3           | wyg. | prz. | stos. | zdob.       | str.        | stos.       |
| --- | ---------------------------------------- | --- | ----- | ----- | ----- | ------------- | ------------- | ------------- | ------------- | ------------- | ------------- | ---- | ---- | ----- | ----------- | ----------- | ----------- |
| 1   | KPS Chemik Police                        | 60  | 22    | 20    | 2     | 14            | 5             | 1             | 1             | 0             | 1             | 62   | 13   | 4.77  | 1798        | 1418        | 1.27        |
| 2   | Atom Trefl Sopot                         | 50  | 22    | 17    | 5     | 9             | 6             | 2             | 1             | 3             | 1             | 56   | 25   | 2.24  | 1904        | 1645        | 1.16        |
| 3   | Impel Wrocław                            | 49  | 22    | 18    | 4     | 7             | 6             | 5             | 0             | 2             | 2             | 56   | 28   | 2     | 1874        | 1676        | 1.12        |
| 4   | Tauron Banimex MKS Dąbrowa Górnicza      | 44  | 22    | 14    | 8     | 6             | 6             | 2             | 4             | 2             | 2             | 52   | 34   | 1.53  | 1942        | 1787        | 1.09        |
| 5   | Beef Master Budowlani Łódź               | 39  | 22    | 13    | 9     | 7             | 3             | 3             | 3             | 4             | 2             | 49   | 36   | 1.36  | 1898        | 1765        | 1.08        |
| 6   | Polski Cukier Muszynianka Fakro Bank BPS | 36  | 22    | 12    | 10    | 5             | 5             | 2             | 2             | 3             | 5             | 43   | 39   | 1.1   | 1780        | 1729        | 1.03        |
| 7   | PGNiG Nafta Piła                         | 36  | 22    | 12    | 10    | 4             | 6             | 2             | 2             | 2             | 6             | 42   | 40   | 1.05  | 1782        | 1801        | 0.99        |
| 8   | BKS Aluprof Bielsko-Biała                | 33  | 22    | 10    | 12    | 6             | 4             | 0             | 3             | 4             | 5             | 40   | 40   | 1     | 1731        | 1800        | 0.96        |
| 9   | Siódemka SK bank Legionovia              | 15  | 22    | 5     | 17    | 2             | 1             | 2             | 2             | 4             | 11            | 23   | 56   | 0.41  | 1596        | 1840        | 0.87        |
| 10  | KS Developres Rzeszów                    | 13  | 22    | 5     | 17    | 1             | 1             | 3             | 1             | 7             | 9             | 24   | 58   | 0.41  | 1680        | 1885        | 0.89        |
| 11  | KS Pałac Bydgoszcz                       | 12  | 22    | 4     | 18    | 1             | 1             | 2             | 2             | 10            | 6             | 26   | 59   | 0.44  | 1723        | 1980        | 0.87        |
| 12  | AZS KSZO Ostrowiec Świętokrzyski         | 9   | 22    | 2     | 20    | 1             | 1             | 0             | 3             | 4             | 13            | 16   | 61   | 0.26  | 1478        | 1860        | 0.79        |

Źródło: orlenliga.pl (pol.)
Punktacja: 3:0 i 3:1 – 3 pkt; 3:2 – 2 pkt; 2:3 – 1 pkt; 1:3 i 0:3 – 0 pkt
Zasady ustalania kolejności: 1. liczba punktów; 2. stosunek setów; 3. stosunek małych punktów; 4. bilans w bezpośrednich meczach
     ćwierćfinał
     mecze o miejsca 5-12

### Faza play-off

#### Półfinały
(do 2 zwycięstw)
| Data       | Godz. | Gospodarz            | Rezultat                  | Gość                 | Widzów | MVP              |
| ---------- | ----- | -------------------- | ------------------------- | -------------------- | ------ | ---------------- |
| 19.03.2015 | 14:45 | PSPS Chemik Police   | 3:0 (25:21, 25:21, 25:20) | MKS Dąbrowa Górnicza | 3650   | Joanna Wołosz    |
| 07.04.2016 | 17:30 | MKS Dąbrowa Górnicza | 0:3 (21:25, 18:25, 25:27) | PSPS Chemik Police   | 2200   | Helena Havelková |

| Data       | Godz. | Gospodarz        | Rezultat                                | Gość             | Widzów | MVP                         |
| ---------- | ----- | ---------------- | --------------------------------------- | ---------------- | ------ | --------------------------- |
| 23.03.2016 | 18:00 | Atom Trefl Sopot | 3:1 (26:24, 16:25, 28:26, 25:11)        | Impel Wrocław    | 2500   | Zuzanna Efimienko           |
| 11.04.2016 | 20:30 | Impel Wrocław    | 3:2 (20:25, 25:21, 16:25, 25:23, 16:14) | Atom Trefl Sopot | 2300   | Katarzyna Skowrońska-Dolata |
| 15.04.2016 | 18:00 | Atom Trefl Sopot | 3:0 (25:23, 25:17, 25:18)               | Impel Wrocław    | 2700   | Katarzyna Zaroślińska       |

#### Mecze o rozstawienie 5-8 (1. runda wstępna)
(do 2 zwycięstw)
| Data       | Godz. | Gospodarz                  | Rezultat                         | Gość                       | Widzów | MVP                |
| ---------- | ----- | -------------------------- | -------------------------------- | -------------------------- | ------ | ------------------ |
| 19.03.2016 | 19:00 | BKS Aluprof Bielsko-Biała  | 0:3 (23:25, 15:25, 17:25)        | Beef Master Budowlani Łódź | 750    | Ewelina Brzezińska |
| 09.04.2016 | 18:00 | Beef Master Budowlani Łódź | 3:1 (25:20, 22:25, 29:27, 25:17) | BKS Aluprof Bielsko-Biała  | 1340   | Julia Twardowska   |

| Data       | Godz. | Gospodarz                                | Rezultat                         | Gość                                     | Widzów | MVP          |
| ---------- | ----- | ---------------------------------------- | -------------------------------- | ---------------------------------------- | ------ | ------------ |
| 21.03.2016 | 18:00 | PGNiG Nafta Piła                         | 0:3 (22:25, 18:25, 13:25)        | Polski Cukier Muszynianka Fakro Bank BPS | 850    | Adela Helić  |
| 09.04.2016 | 17:00 | Polski Cukier Muszynianka Fakro Bank BPS | 3:1 (25:15, 20:25, 25:22, 25:21) | PGNiG Nafta Piła                         | 350    | Anna Grejman |

#### Mecze o rozstawienie 9-12 (1. runda wstępna)
(do 2 zwycięstw)
| Data       | Godz. | Gospodarz                        | Rezultat                         | Gość                             | Widzów | MVP               |
| ---------- | ----- | -------------------------------- | -------------------------------- | -------------------------------- | ------ | ----------------- |
| 19.03.2016 | 17:00 | AZS KSZO Ostrowiec Świętokrzyski | 3:1 (25:18, 20:25, 25:18, 25:20) | Siódemka SK bank Legionovia      | 580    | Ewelina Polak     |
| 08.04.2016 | 19:00 | Siódemka SK bank Legionovia      | 3:0 (25:18, 25:9, 25:18)         | AZS KSZO Ostrowiec Świętokrzyski | 800    | Natalia Gajewska  |
| 09.04.2016 | 18:00 | Siódemka SK bank Legionovia      | 3:0 (25:21, 26:24, 25:17)        | AZS KSZO Ostrowiec Świętokrzyski | 500    | Aleksandra Wójcik |

| Data       | Godz. | Gospodarz             | Rezultat                         | Gość                  | Widzów | MVP                   |
| ---------- | ----- | --------------------- | -------------------------------- | --------------------- | ------ | --------------------- |
| 20.03.2016 | 18:00 | KS Pałac Bydgoszcz    | 1:3 (25:23, 20:25, 22:25, 25:27) | KS Developres Rzeszów | 320    | Ewa Cabajewska        |
| 24.03.2016 | 18:00 | KS Developres Rzeszów | 0:3 (22:25, 25:27, 24:26)        | KS Pałac Bydgoszcz    | 300    | Natalia Misiuna       |
| 25.03.2016 | 16:00 | KS Developres Rzeszów | 1:3 (25:21, 16:25, 21:25, 13:25) | KS Pałac Bydgoszcz    | 200    | Marlena Pleśnierowicz |

#### Mecze o 3. miejsce
(do 3 zwycięstw)
| Data       | Godz. | Gospodarz          | Rezultat                        | Gość               | Widzów | MVP                    |
| ---------- | ----- | ------------------ | ------------------------------- | ------------------ | ------ | ---------------------- |
| 19.04.2015 | 18:00 | PSPS Chemik Police | 3:1 (25:21, 25:13, 26:28, 25:9) | Atom Trefl Sopot   | 4328   | Madelaynne Montaño     |
| 20.04.2016 | 18:00 | PSPS Chemik Police | 3:0 (25:22, 26:24, 25:17)       | Atom Trefl Sopot   | 4663   | Katarzyna Gajgał-Anioł |
| 28.04.2016 | 18:00 | Atom Trefl Sopot   | 0:3 (23:25, 18:25, 23:25)       | PSPS Chemik Police | 8558   | Joanna Wołosz          |

(do 3 zwycięstw)
| Data       | Godz. | Gospodarz            | Rezultat                               | Gość                 | Widzów | MVP                         |
| ---------- | ----- | -------------------- | -------------------------------------- | -------------------- | ------ | --------------------------- |
| 22.04.2015 | 17:00 | Impel Wrocław        | 3:2 (14:25, 31:33, 25:20, 25:20, 15:9) | MKS Dąbrowa Górnicza | 1100   | Monika Ptak                 |
| 23.04.2016 | 14:45 | Impel Wrocław        | 3:0 (25:17, 25:15, 25:20)              | MKS Dąbrowa Górnicza | 1200   | Carolina Costagrande        |
| 28.04.2016 | 20:30 | MKS Dąbrowa Górnicza | 1:3 (21:25, 13:25, 25:19, 19:25)       | Impel Wrocław        | 1900   | Katarzyna Skowrońska-Dolata |

#### Mecze o 5. miejsce
(do 2 zwycięstw)
| Data       | Godz. | Gospodarz                                | Rezultat                                | Gość                                     | Widzów | MVP               |
| ---------- | ----- | ---------------------------------------- | --------------------------------------- | ---------------------------------------- | ------ | ----------------- |
| 23.04.2015 | 17:00 | Polski Cukier Muszynianka Fakro Bank BPS | 2:3 (25:19, 27:25, 23:25, 17:25, 15:17) | Beef Master Budowlani Łódź               | 300    | Martyna Grajber   |
| 28.04.2016 | 18:00 | Beef Master Budowlani Łódź               | 3:1 (25:21, 15:25, 25:23, 25:22)        | Polski Cukier Muszynianka Fakro Bank BPS | 1250   | Gabriela Polańska |

#### Mecze o 7. miejsce
(do 2 zwycięstw)
| Data       | Godz. | Gospodarz                 | Rezultat                         | Gość                      | Widzów | MVP            |
| ---------- | ----- | ------------------------- | -------------------------------- | ------------------------- | ------ | -------------- |
| 22.04.2015 | 18:00 | BKS Aluprof Bielsko-Biała | 3:0 (25:23, 26:24, 25:18)        | PGNiG Nafta Piła          | 400    | Emilia Mucha   |
| 29.04.2016 | 18:00 | PGNiG Nafta Piła          | 1:3 (25:22, 23:25, 16:25, 17:25) | BKS Aluprof Bielsko-Biała | 720    | Małgorzata Lis |

#### Mecze o 9. miejsce
(do 2 zwycięstw)
| Data       | Godz. | Gospodarz                   | Rezultat                                | Gość                        | Widzów | MVP               |
| ---------- | ----- | --------------------------- | --------------------------------------- | --------------------------- | ------ | ----------------- |
| 23.04.2015 | 18:00 | KS Pałac Bydgoszcz          | 3:0 (25:23, 25:18, 25:18)               | Siódemka SK bank Legionovia | 370    | Joanna Kuligowska |
| 28.04.2016 | 19:00 | Siódemka SK bank Legionovia | 3:1 (25:23, 18:25, 25:21, 25:23)        | KS Pałac Bydgoszcz          | 400    | Daria Paszek      |
| 29.04.2016 | 19:00 | Siódemka SK bank Legionovia | 2:3 (25:12, 21:25, 25:19, 17:25, 12:15) | KS Pałac Bydgoszcz          | 400    | Natalia Misiuna   |

#### Mecze o 11. miejsce
(do 2 zwycięstw)
| Data       | Godz. | Gospodarz                        | Rezultat                                | Gość                             | Widzów | MVP                   |
| ---------- | ----- | -------------------------------- | --------------------------------------- | -------------------------------- | ------ | --------------------- |
| 23.04.2015 | 18:00 | AZS KSZO Ostrowiec Świętokrzyski | 3:2 (19:25, 25:18, 25:19, 20:25, 15:6)  | KS Developres Rzeszów            | 420    | Paulina Szpak         |
| 28.04.2016 | 18:00 | KS Developres Rzeszów            | 3:0 (25:23, 25:16, 25:22)               | AZS KSZO Ostrowiec Świętokrzyski | 200    | Magdalena Jagodzińska |
| 29.04.2016 | 18:00 | KS Developres Rzeszów            | 3:2 (26:28, 25:23, 25:23, 18:25, 15:11) | AZS KSZO Ostrowiec Świętokrzyski | 200    | Lucyna Borek          |

## Klasyfikacja końcowa

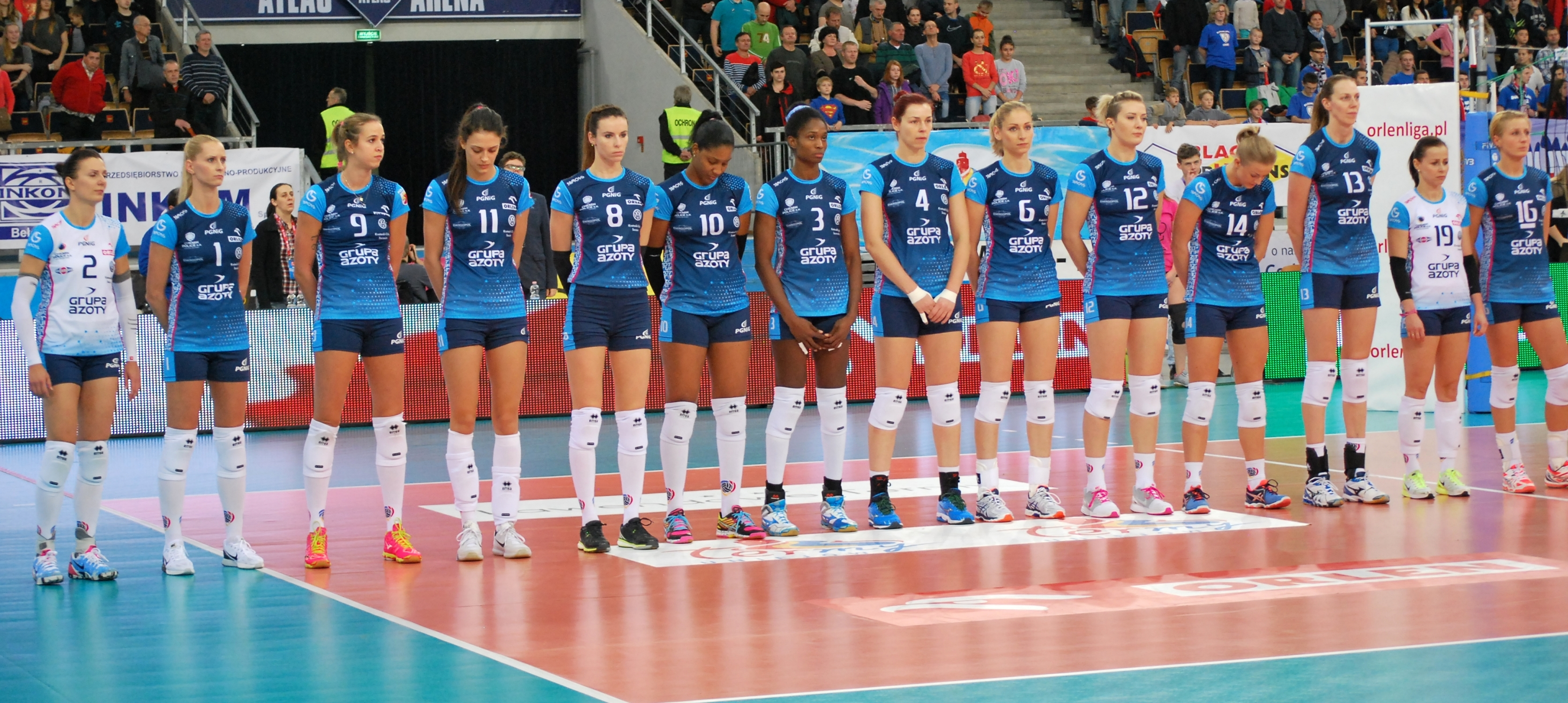
Zawodniczki Chemika Police w sezonie 2015/2016

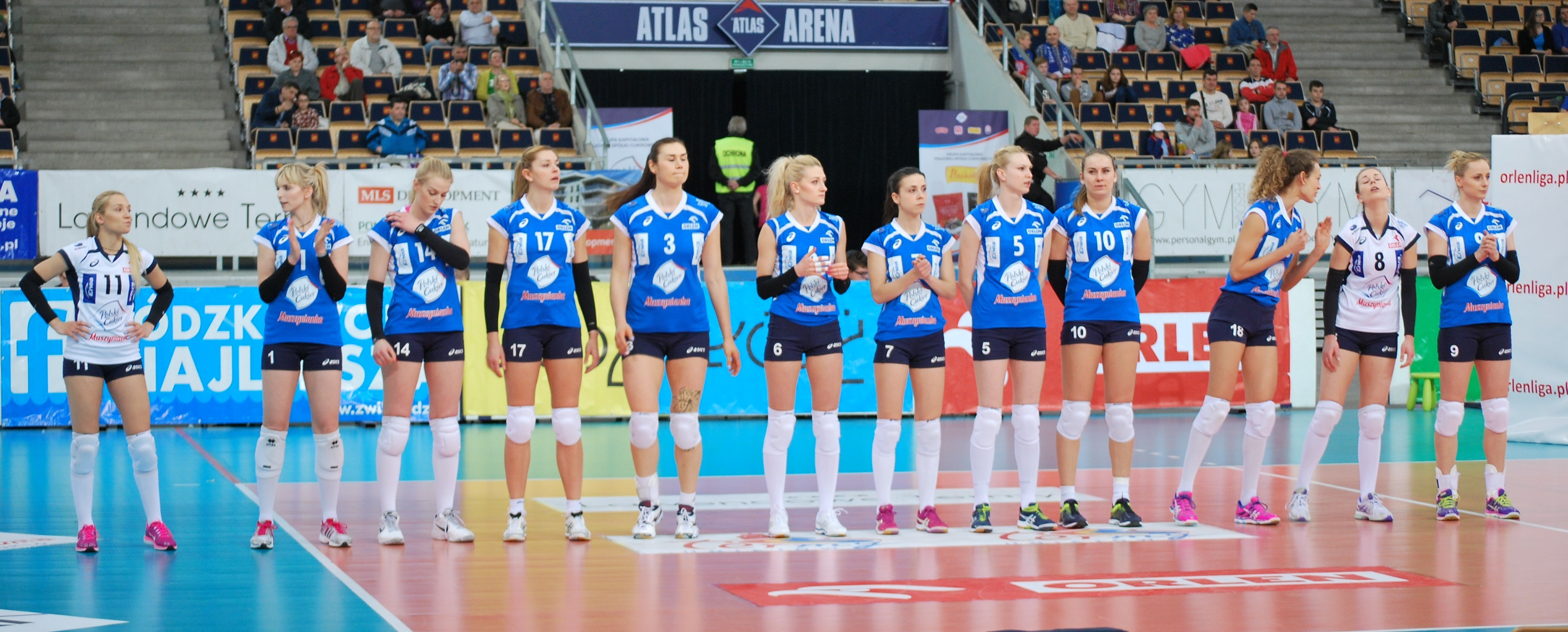
Zawodniczki Polskiego Cukru Muszynianki Muszyna w sezonie 2015/2016

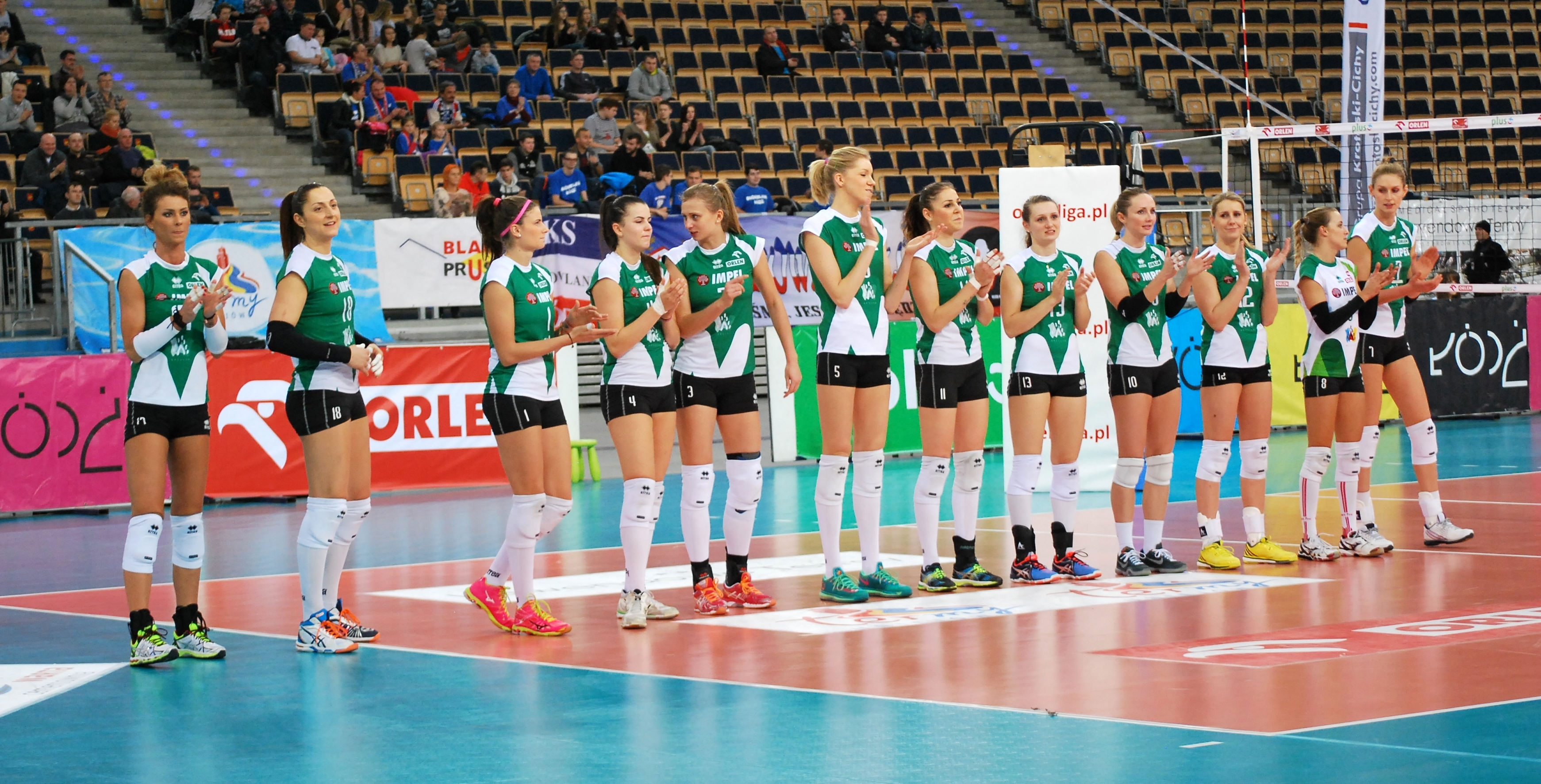
Zawodniczki Impelu Wrocław w sezonie 2015/2016

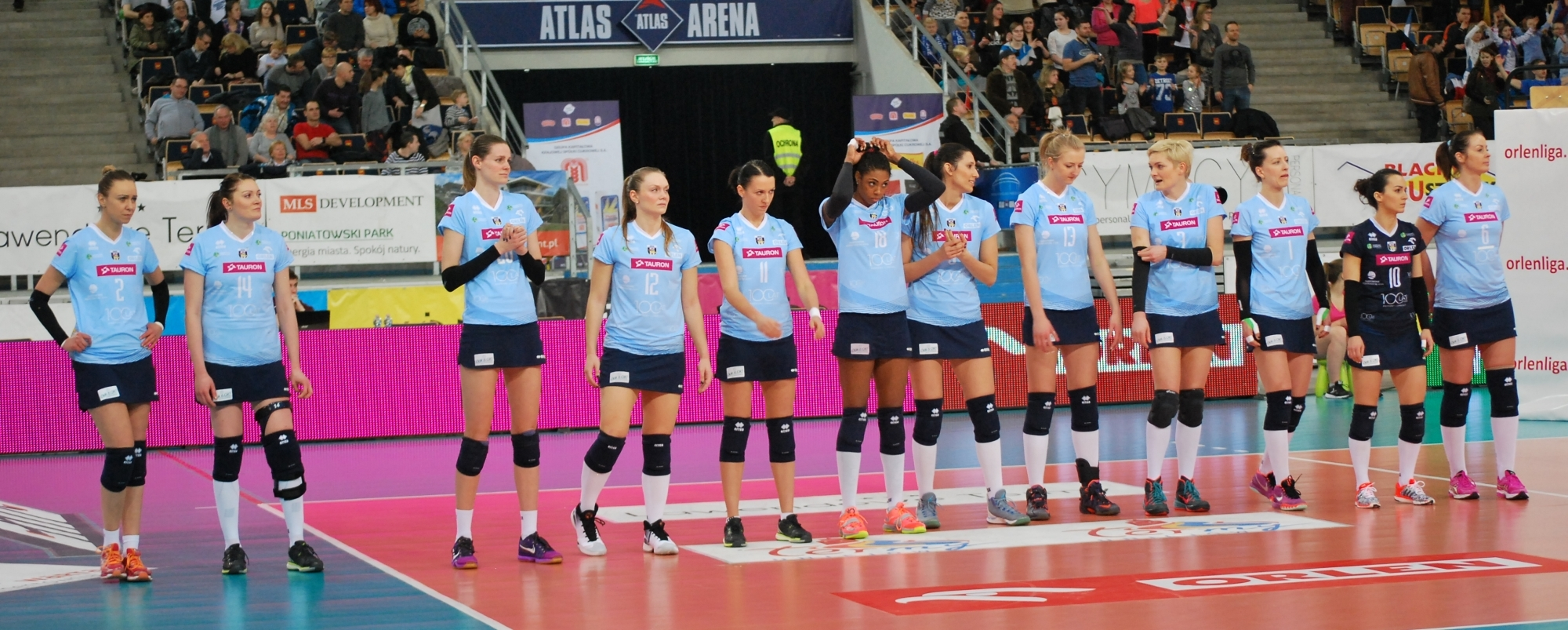
Zawodniczki Tauronu Banimex MKS Dąbrowa Górnicza w sezonie 2015/2016

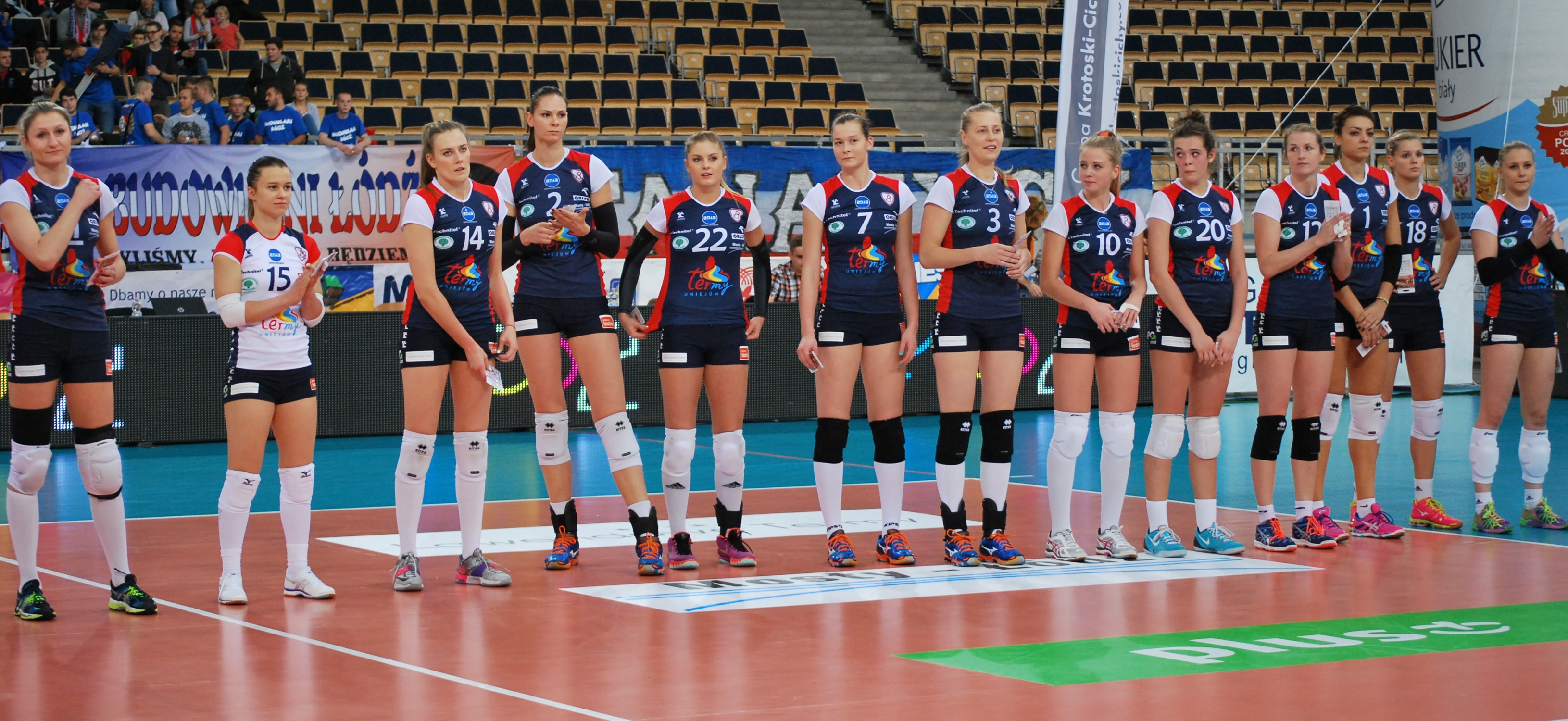
Zawodniczki Budowlanych Łódź w sezonie 2015/2016

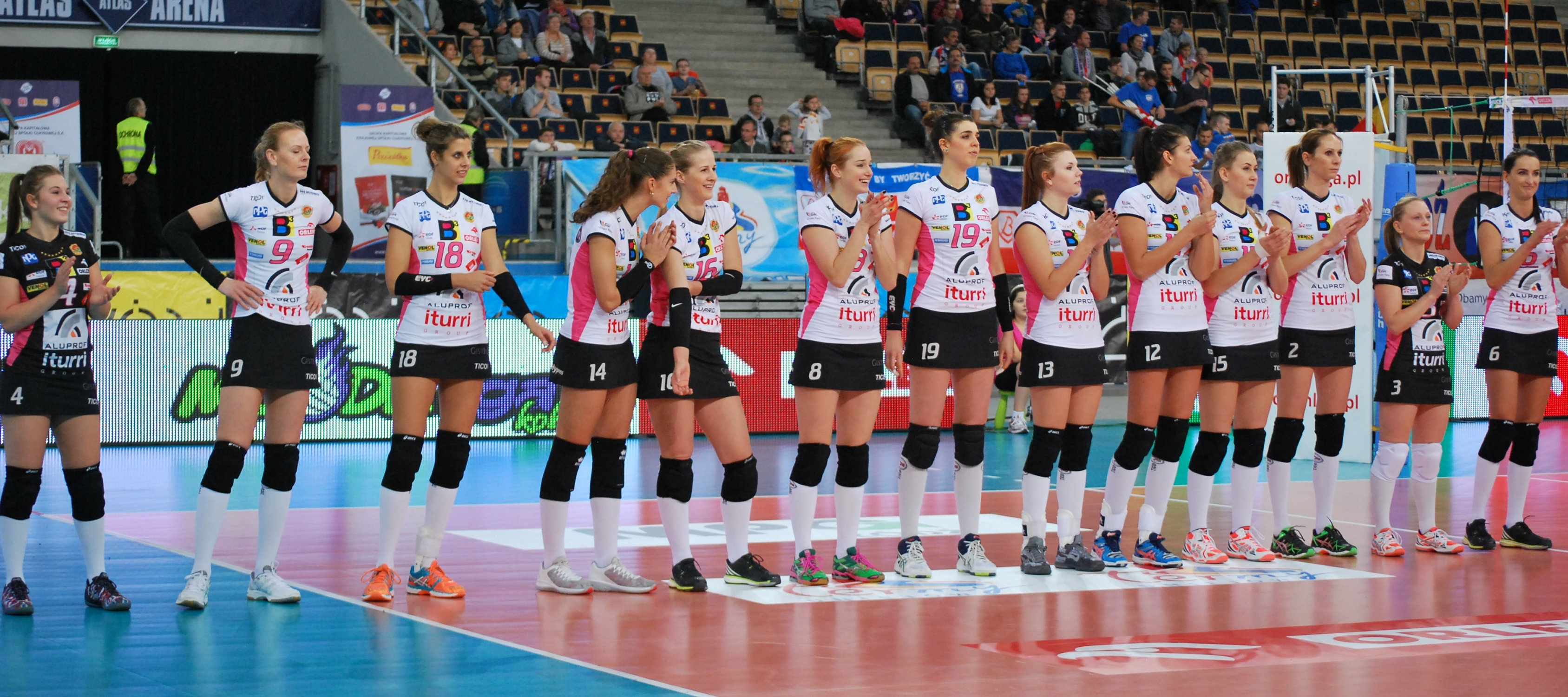
Zawodniczki BKS-u Aluprof Bielsko-Biała w sezonie 2015/2016

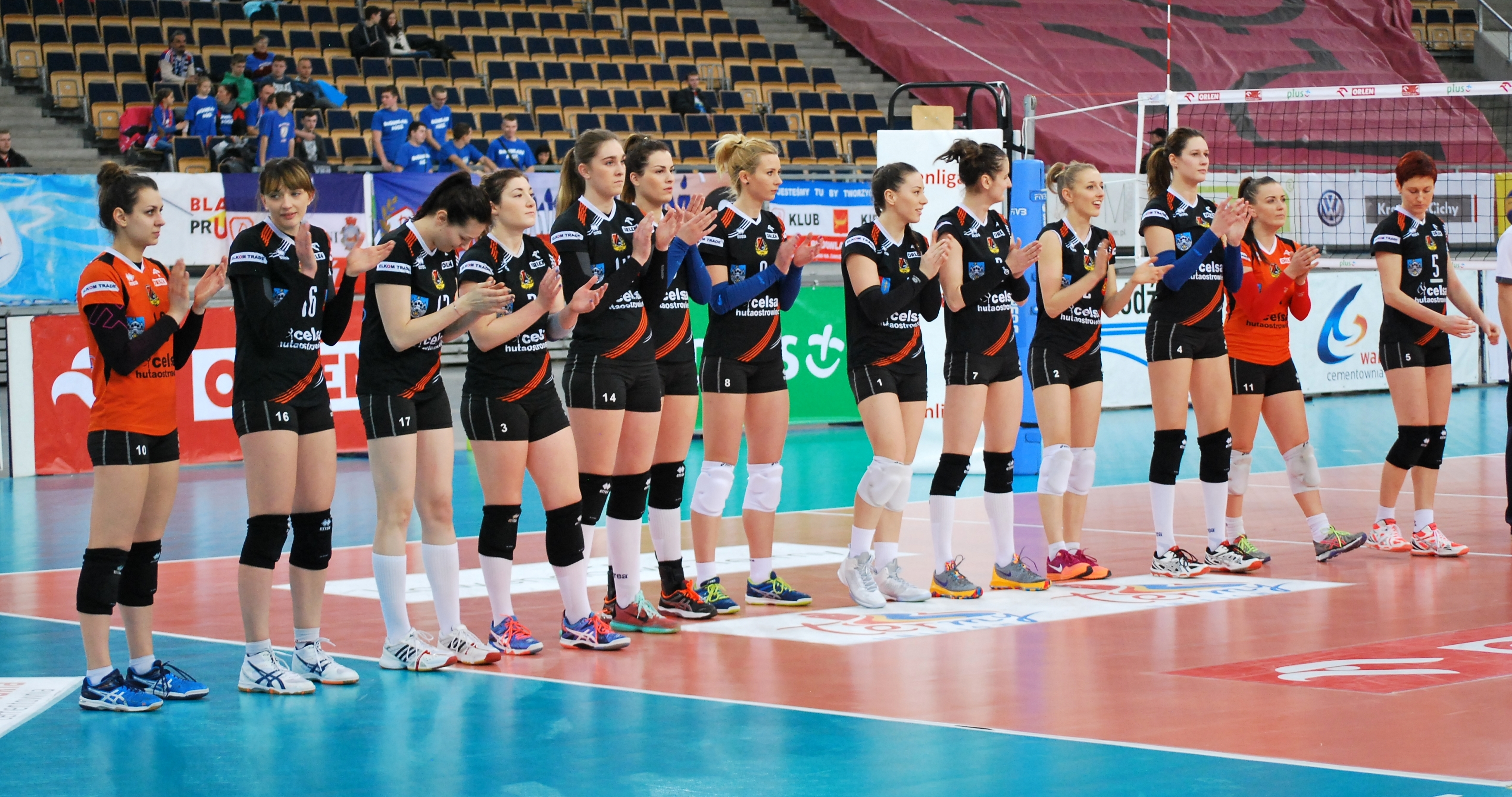
Zawodniczki KSZO Ostrowca Świętokrzyskiego w sezonie 2015/2016

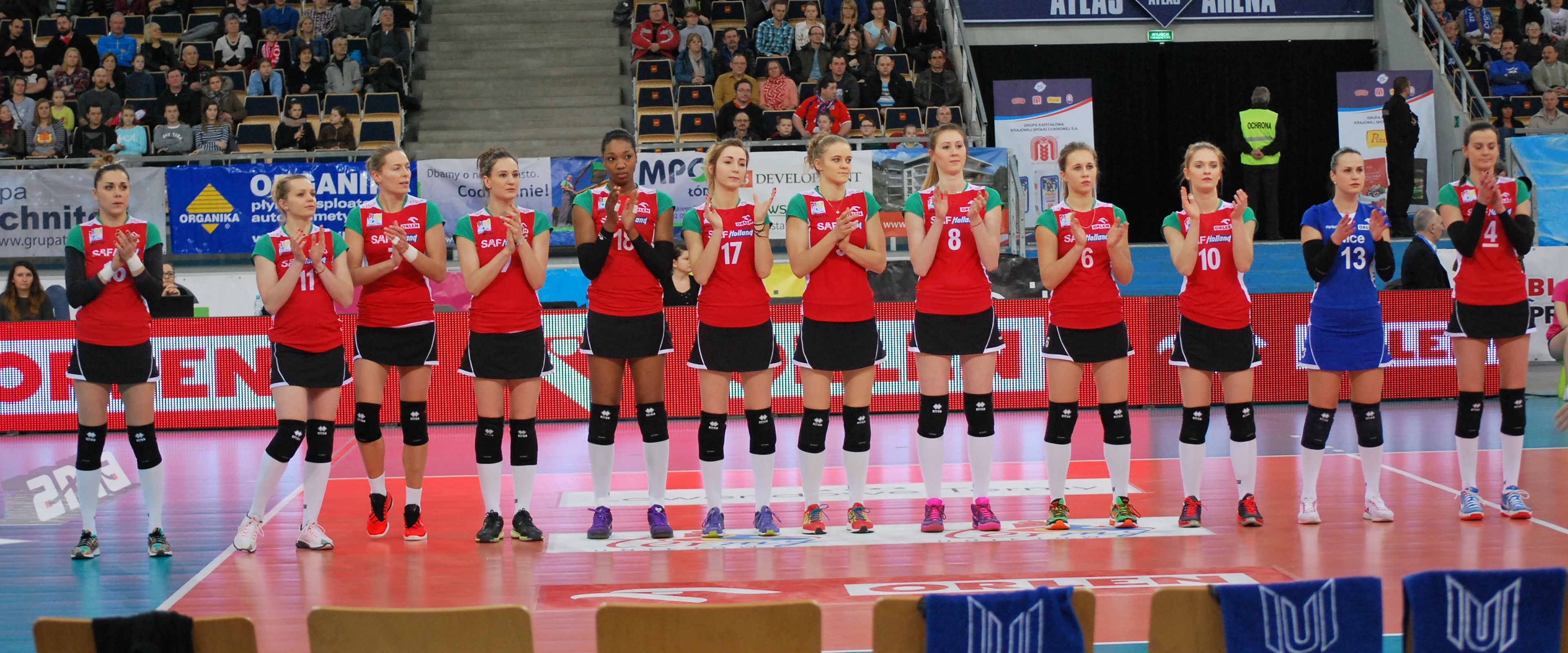
Zawodniczki Enea PTPS Piła w sezonie 2015/2016

| Lp. | Drużyna                                  |
| --- | ---------------------------------------- |
| 1   | KPS Chemik Police                        |
| 2   | Atom Trefl Sopot                         |
| 3   | Impel Wrocław                            |
| 4   | MKS Dąbrowa Górnicza                     |
| 5   | Beef Master Budowlani Łódź               |
| 6   | Polski Cukier Muszynianka Fakro Bank BPS |
| 7   | BKS Stal Bielsko-Biała                   |
| 8   | PGNiG Nafta Piła                         |
| 9   | KS Pałac Bydgoszcz                       |
| 10  | Siódemka SK bank Legionovia              |
| 11  | KS Developres Rzeszów                    |
| 12  | AZS KSZO Ostrowiec Świętokrzyski         |

## Składy drużyn
| Chemik Police | Chemik Police            | Chemik Police | Chemik Police |
| Numer         | Nazwisko                 | Wzrost        | Pozycja       |
| ------------- | ------------------------ | ------------- | ------------- |
| 1.            | Anna Werblińska          | 178           | przyjmująca   |
| 2.            | Mariola Zenik            | 173           | libero        |
| 3.            | Madelaynne Montaño       | 185           | atakująca     |
| 4.            | Katarzyna Gajgał-Anioł   | 190           | środkowa      |
| 6.            | Agnieszka Bednarek-Kasza | 186           | środkowa      |
| 8.            | Izabela Bełcik           | 186           | rozgrywająca  |
| 9.            | Helena Havelkova         | 186           | przyjmująca   |
| 10.           | Yonkaira Peña            | 192           | przyjmująca   |
| 11.           | Stefana Veljković        | 190           | środkowa      |
| 12.           | Izabela Kowalińska       | 189           | atakująca     |
| 13.           | Katarzyna Mróz           | 194           | środkowa      |
| 14.           | Joanna Wołosz            | 181           | rozgrywająca  |
| 16.           | Aleksandra Jagieło       | 180           | przyjmująca   |
| 19.           | Paulina Maj-Erwardt      | 166           | libero        |
|               | Giuseppe Cuccarini       | I trener      | I trener      |
|               | Giacomo Mescheri         | II trener     | II trener     |

| PGE Atom Trefl Sopot | PGE Atom Trefl Sopot  | PGE Atom Trefl Sopot | PGE Atom Trefl Sopot  |
| Numer                | Nazwisko              | Wzrost               | Pozycja               |
| -------------------- | --------------------- | -------------------- | --------------------- |
| 1.                   | Maja Tokarska         | 193                  | środkowa              |
| 2.                   | Maret Grothues        | 180                  | przyjmująca           |
| 5.                   | Olha Sawenczuk        | 188                  | przyjmująca           |
| 6.                   | Anna Miros            | 196                  | atakująca             |
| 7.                   | Magdalena Damaske     | 186                  | przyjmująca           |
| 8.                   | Zuzanna Efimienko     | 196                  | środkowa              |
| 9.                   | Danica Radenković     | 185                  | rozgrywająca          |
| 10.                  | Anna Kaczmar          | 181                  | rozgrywająca          |
| 11.                  | Justyna Łukasik       | 188                  | środkowa              |
| 12.                  | Falyn Fonoimoana      | 193                  | przyjmująca/atakująca |
| 13.                  | Agata Durajczyk       | 170                  | libero                |
| 14.                  | Klaudia Kulig         | 173                  | libero                |
| 15.                  | Brittnee Cooper       | 188                  | środkowa              |
| 16.                  | Klaudia Kaczorowska   | 183                  | przyjmująca           |
| 18.                  | Katarzyna Zaroślińska | 187                  | atakująca             |
|                      | Lorenzo Micelli       | I trener             | I trener              |
|                      | Tomasz Wasilkowski    | II trener            | II trener             |

| Polski Cukier Muszynianka Muszyna | Polski Cukier Muszynianka Muszyna | Polski Cukier Muszynianka Muszyna | Polski Cukier Muszynianka Muszyna |
| Numer                             | Nazwisko                          | Wzrost                            | Pozycja                           |
| --------------------------------- | --------------------------------- | --------------------------------- | --------------------------------- |
| 1.                                | Natalia Skrzypkowska              | 180                               | przyjmująca                       |
| 3.                                | Sylwia Pelc                       | 189                               | środkowa                          |
| 5.                                | Maja Savić                        | 189                               | środkowa                          |
| 6.                                | Anna Grejman                      | 183                               | przyjmująca                       |
| 7.                                | Karolina Szczygieł                | 178                               | rozgrywająca                      |
| 8.                                | Aleksandra Krzos                  | 181                               | libero                            |
| 9.                                | Karolina Ciaszkiewicz-Lach        | 184                               | przyjmująca                       |
| 10.                               | Adela Helić                       | 185                               | atakująca                         |
| 11.                               | Izabela Śliwa                     | 169                               | libero                            |
| 12.                               | Justyna Sosnowska                 | 188                               | środkowa                          |
| 14.                               | Natalia Kurnikowska               | 184                               | przyjmująca                       |
| 17.                               | Kinga Hatala                      | 189                               | atakująca                         |
| 18.                               | Júlia Milovits                    | 186                               | rozgrywająca                      |
|                                   | Bogdan Serwiński                  | I trener                          | I trener                          |
|                                   | Ryszard Litwin                    | II trener                         | II trener                         |

| Impel Wrocław | Impel Wrocław               | Impel Wrocław | Impel Wrocław |
| Numer         | Nazwisko                    | Wzrost        | Pozycja       |
| ------------- | --------------------------- | ------------- | ------------- |
| 1.            | Andrea Kossanyiová          | 185           | przyjmująca   |
| 3.            | Monika Ptak                 | 187           | środkowa      |
| 4.            | Karolina Piśla              | 184           | przyjmująca   |
| 5.            | Agnieszka Kąkolewska        | 199           | środkowa      |
| 6.            | Barbara Cembrzyńska         | 185           | atakująca     |
| 7.            | Joanna Kaczor               | 191           | atakująca     |
| 8.            | Lenka Dürr                  | 171           | libero        |
| 9.            | Agata Sawicka               | 181           | libero        |
| 10.           | Kristin Hildebrand          | 185           | przyjmująca   |
| 11.           | Aleksandra Sikorska         | 186           | środkowa      |
| 12.           | Milena Radecka              | 178           | rozgrywająca  |
| 13.           | Magdalena Gryka             | 178           | rozgrywająca  |
| 14.           | Aleksandra Sochacka         | 181           | przyjmująca   |
| 15.           | Magdalena Stasiak           | 168           | libero        |
| 17.           | Katarzyna Skowrońska-Dolata | 189           | atakująca     |
| 18.           | Carolina Costagrande        | 188           | przyjmująca   |
|               | Nicola Negro                | I trener      | I trener      |
|               | Marek Solarewicz            | II trener     | II trener     |

| MKS Dąbrowa Górnicza | MKS Dąbrowa Górnicza      | MKS Dąbrowa Górnicza | MKS Dąbrowa Górnicza |
| Numer                | Nazwisko                  | Wzrost               | Pozycja              |
| -------------------- | ------------------------- | -------------------- | -------------------- |
| 1.                   | Katarzyna Urban           | 182                  | przyjmująca          |
| 2.                   | Joanna Staniucha-Szczurek | 184                  | przyjmująca          |
| 3.                   | Karolina Różycka          | 183                  | przyjmująca          |
| 5.                   | Izabela Bałucka           | 187                  | środkowa             |
| 6.                   | Eleonora Dziękiewicz      | 185                  | środkowa             |
| 8.                   | Rebecca Perry             | 190                  | atakująca            |
| 10.                  | Krystyna Strasz           | 166                  | libero               |
| 11.                  | Natalia Piekarczyk        | 180                  | rozgrywająca         |
| 12.                  | Micha Hancock             | 180                  | rozgrywająca         |
| 13.                  | Kamila Ganszczyk          | 191                  | środkowa             |
| 14.                  | Tamara Kaliszuk           | 182                  | atakująca            |
| 15.                  | Nadia Wydmańska           | 182                  | przyjmująca          |
| 16.                  | Kinga Drabek              | 169                  | libero               |
| 18.                  | Deja McClendon            | 182                  | przyjmująca          |
| 22.                  | Rebecca Pavan             | 192                  | atakująca            |
|                      | Juan Manuel Serramalera   | I trener             | I trener             |
|                      | Magdalena Śliwa           | II trener            | II trener            |

| Sk Bank Legionovia Legionowo | Sk Bank Legionovia Legionowo | Sk Bank Legionovia Legionowo | Sk Bank Legionovia Legionowo |
| Numer                        | Nazwisko                     | Wzrost                       | Pozycja                      |
| ---------------------------- | ---------------------------- | ---------------------------- | ---------------------------- |
| 1.                           | Malwina Smarzek              | 191                          | atakująca                    |
| 2.                           | Daria Paszek                 | 185                          | przyjmująca                  |
| 3.                           | Karolina Szymańska           | 186                          | środkowa                     |
| 4.                           | Emilia Szubert               | 180                          | rozgrywająca                 |
| 6.                           | Aleksandra Wójcik            | 185                          | przyjmująca                  |
| 7.                           | Natalia Gajewska             | 175                          | rozgrywająca                 |
| 8.                           | Joanna Pacak                 | 187                          | środkowa                     |
| 9.                           | Iga Chojnacka                | 183                          | środkowa                     |
| 10.                          | Katarzyna Połeć              | 191                          | środkowa                     |
| 11.                          | Katarzyna Wysocka            | 182                          | libero                       |
| 12.                          | Monika Bociek                | 188                          | przyjmująca                  |
| 13.                          | Adrianna Adamek              | 178                          | libero                       |
| 14.                          | Klaudia Grzelak              | 186                          | przyjmująca                  |
| 15.                          | Klaudia Alagierska           | 190                          | środkowa                     |
| 16.                          | Małgorzata Zaciek            | 181                          | atakująca                    |
| 17.                          | Milena Paszyńska             | 180                          | środkowa                     |
| 18.                          | Alicja Grabka                | 178                          | rozgrywająca                 |
| 19.                          | Aleksandra Rasińska          | 190                          | przyjmująca                  |
| 20.                          | Katarzyna Jędrzejewska       | 179                          | przyjmująca                  |
| 21.                          | Justyna Antosiewicz          | 189                          | atakująca                    |
| 22.                          | Barbara Zakościelna          | 180                          | przyjmująca                  |
| 23.                          | Krystyna Pietraszkiewicz     | 172                          | libero                       |
|                              | Ettore Guidetti              | I trener                     | I trener                     |
|                              | Robert Strzałkowski          | II trener                    | II trener                    |

| Budowlani Łódź | Budowlani Łódź         | Budowlani Łódź | Budowlani Łódź |
| Numer          | Nazwisko               | Wzrost         | Pozycja        |
| -------------- | ---------------------- | -------------- | -------------- |
| 1.             | Daiana Mureșan         | 191            | atakująca      |
| 2.             | Gabriela Polańska      | 202            | środkowa       |
| 3.             | Aleksandra Liniarska   | 188            | środkowa       |
| 6.             | Ewelina Tobiasz        | 177            | rozgrywająca   |
| 7.             | Julia Twardowska       | 188            | przyjmująca    |
| 8.             | Aleksandra Gromadowska | 188            | przyjmująca    |
| 10.            | Magdalena Woźniczka    | 177            | przyjmująca    |
| 11.            | Sylwia Pycia           | 189            | środkowa       |
| 12.            | Heike Beier            | 184            | przyjmująca    |
| 14.            | Ewelina Brzezińska     | 182            | przyjmująca    |
| 15.            | Dorota Medyńska        | 170            | libero         |
| 17.            | Anna Bodasińska        |                | przyjmująca    |
| 18.            | Pavla Vincourová       | 180            | rozgrywająca   |
| 22.            | Martyna Grajber        | 180            | przyjmująca    |
|                | Jacek Pasiński         | I trener       | I trener       |
|                | Błażej Krzyształowicz  | II trener      | II trener      |

| BKS Aluprof Bielsko-Biała | BKS Aluprof Bielsko-Biała | BKS Aluprof Bielsko-Biała | BKS Aluprof Bielsko-Biała |
| Numer                     | Nazwisko                  | Wzrost                    | Pozycja                   |
| ------------------------- | ------------------------- | ------------------------- | ------------------------- |
| 2.                        | Helena Horka              | 190                       | atakująca                 |
| 3.                        | Mariola Wojtowicz         | 164                       | libero                    |
| 4.                        | Beata Motyka              | 170                       | libero                    |
| 6.                        | Małgorzata Lis            | 186                       | środkowa                  |
| 8.                        | Aleksandra Pasznik        | 183                       | rozgrywająca              |
| 9.                        | Natalia Bamber-Laskowska  | 187                       | atakująca                 |
| 12.                       | Aleksandra Trojan         | 196                       | środkowa                  |
| 13.                       | Natalia Strózik           | 186                       | przyjmująca               |
| 14.                       | Nikola Radosová           | 186                       | przyjmująca               |
| 15.                       | Kornelia Moskwa           | 186                       | środkowa                  |
| 16.                       | Emilia Mucha              | 186                       | przyjmująca               |
| 18.                       | Yael Castiglione          | 183                       | rozgrywająca              |
| 19.                       | Koleta Łyszkiewicz        | 193                       | przyjmująca               |
|                           | Emanuele Sbano            | I trener                  | I trener                  |
|                           | Fererica Camerlo          | II trener                 | II trener                 |

| KSZO Ostrowiec Świętokrzyski | KSZO Ostrowiec Świętokrzyski | KSZO Ostrowiec Świętokrzyski | KSZO Ostrowiec Świętokrzyski |
| Numer                        | Nazwisko                     | Wzrost                       | Pozycja                      |
| ---------------------------- | ---------------------------- | ---------------------------- | ---------------------------- |
| 1.                           | Roksana Brzóska              | 180                          | przyjmująca                  |
| 2.                           | Beata Mielczarek             | 177                          | przyjmująca                  |
| 3.                           | Ewelina Polak                | 176                          | rozgrywająca                 |
| 4.                           | Karolina Bednarek            | 190                          | środkowa                     |
| 5.                           | Dorota Ściurka               | 180                          | przyjmująca                  |
| 7.                           | Paulina Szpak                | 185                          | rozgrywająca                 |
| 8.                           | Kinga Dybek                  | 185                          | przyjmująca                  |
| 9.                           | Alicja Wójcik                | 186                          | środkowa                     |
| 10.                          | Anna Korabiec                | 172                          | libero                       |
| 11.                          | Angelika Bulbak              | 172                          | libero                       |
| 14.                          | Julia Piotrowska             | 192                          | środkowa                     |
| 16.                          | Sandra Szczygioł             | 180                          | atakująca                    |
| 17.                          | Zuzanna Pieczka              | 182                          | atakująca                    |
|                              | Dariusz Parkitny             | I trener                     | I trener                     |
|                              | Rafał Dytkowski              | II trener                    | II trener                    |

| PTPS Piła | PTPS Piła          | PTPS Piła | PTPS Piła    |
| Numer     | Nazwisko           | Wzrost    | Pozycja      |
| --------- | ------------------ | --------- | ------------ |
| 3.        | Małgorzata Skorupa | 181       | środkowa     |
| 4.        | Anita Kwiatkowska  | 184       | atakująca    |
| 5.        | Klaudia Konieczna  | 182       | rozgrywająca |
| 6.        | Adrianna Kukulska  | 177       | przyjmująca  |
| 8.        | Anna Stencel       | 187       | środkowa     |
| 9.        | Joanna Sobczak     | 179       | atakująca    |
| 10.       |                    |           |              |
|           |                    |           |              |
|           |                    |           |              |
|           |                    |           |              |
|           |                    |           |              |
|           | Nicola Vettori     | I trener  | I trener     |
|           | Łukasz Przybylak   | II trener | II trener    |

| Ks Developres Rzeszów | Ks Developres Rzeszów | Ks Developres Rzeszów | Ks Developres Rzeszów |
| Numer                 | Nazwisko              | Wzrost                | Pozycja               |
| --------------------- | --------------------- | --------------------- | --------------------- |
| 1.                    | Nikolina Jelić        | 189                   | przyjmująca           |
| 2.                    | Ana Otasević          | 192                   | środkowa              |
| 3.                    | Dominika Nowakowska   | 187                   | środkowa              |
| 4.                    | Joanna Kapturska      | 185                   | atakująca/przyjmująca |
| 5.                    | Magdalena Hawryła     | 190                   | środkowa              |
| 6.                    | Katarzyna Warzocha    | 182                   | środkowa              |
| 7.                    | Ewa Śliwińska         | 180                   | przyjmująca           |
| 8.                    | Adrianna Budzoń       | 178                   | rozgrywająca          |
| 10.                   | Ewelina Janicka       | 193                   | środkowa              |
| 11.                   | Paulina Głaz          | 185                   | przyjmująca           |
| 12.                   | Magdalena Jagodzińska | 186                   | atakująca             |
| 13.                   | Paulina Filipowicz    | 167                   | libero                |
| 14.                   | Aleksandra Wańczyk    | 192                   | atakująca             |
| 15.                   | Kinga Stronias        | 185                   | przyjmująca           |
| 16.                   | Vesela Boncheva       | 187                   | rozgrywająca          |
| 17.                   | Agata Skiba           | 184                   | przyjmująca           |
| 18.                   | Lucyna Borek          | 163                   | libero                |
| 19.                   | Agnieszka Cur         | 193                   | przyjmująca           |
| 20.                   | Magdalena Olszówka    | 180                   | przyjmująca           |
|                       | Marcin Wojtowicz      | I trener              | I trener              |
|                       | Stanisław Pieczonka   | II trener             | II trener             |

| Ks Pałac Bydgoszcz | Ks Pałac Bydgoszcz    | Ks Pałac Bydgoszcz | Ks Pałac Bydgoszcz |
| Numer              | Nazwisko              | Wzrost             | Pozycja            |
| ------------------ | --------------------- | ------------------ | ------------------ |
| 4.                 | Marta Ziółkowska      | 188                | środkowa           |
| 5.                 | Natalia Misiuna       | 186                | środkowa           |
| 6.                 | Natalia Krawulska     | 179                | przyjmująca        |
| 7.                 | Karolina Portalska    | 175                | libero             |
| 8.                 | Ewelina Krzywicka     | 175                | przyjmująca        |
| 9.                 | Pola Nowakowska       | 181                | libero             |
| 10.                | Joanna Kuligowska     | 180                | przyjmująca        |
| 11.                | Zuzanna Czyżnielewska | 185                | atakująca          |
| 12.                | Małgorzata Śmieszek   | 188                | środkowa           |
| 13.                | Paulina Bałdyga       | 174                | rozgrywająca       |
| 14.                | Marlena Pleśnierowicz | 176                | rozgrywająca       |
| 15.                | Weronika Fojucik      | 184                | przyjmująca        |
|                    | Adam Grabowski        | I trener           | I trener           |
|                    | Dawid Pawlik          | II trener          | II trener          |

## Transfery
| Chemik Police | Chemik Police |
| Przychodzą | Odchodzą |
| --- | --- |
| - Madelaynne Montano (Fenerbahce Stambuł – TUR) - Helena Havelkova (Yamamay Busto Arsizo – ITA) - Yonkaira Peña (BBSK Bursa – TUR) - Joanna Wołosz (Yamamay Busto Arsizo – ITA) - Paulina Maj-Erwardt (Muszynianka Muszyna) - Izabela Bełcik (Trefl Sopot) | - Maja Ognjenović (Nordmeccanica Rebecchi Piacenza – ITA) - Ana Bjelica (Salihli Belediyespor Manisa – TUR) - Sanja Malagurski (Trabzon İdmanocağı – TUR) - Aleksandra Krzos (Muszynianka Muszyna) - Agnieszka Rabka (szuka klubu) - Małgorzata Glinka-Mogentale (koniec kariery) |

| Impel Wrocław | Impel Wrocław |
| Przychodzą | Odchodzą |
| --- | --- |
| - trener Nicola Negro (bez klubu) - Kristin Hildebrand (Fenerbahce Stambuł – TUR) - Lenka Dürr (Azəryol Baku – AZE) - Andrea Kossanyiova (VK AGEL Prostějov – CZE) - Carolina Costagrande (Vakifbank Stambuł – TUR) - Katarzyna Skowrońska-Dolata (Rabita Baku – AZE) - Milena Radecka (Foppapedretti Bergamo – ITA) - Aleksandra Sikorska (Budowlani Łódź) - Karolina Piśla (BKS Bielsko-Biała) - Aleksandra Sochacka (Młody Impel Wrocław) - Magdalena Stasiak (Młody Impel Wrocław) - Barbara Cembrzyńska (Młody Impel Wrocław) | - trener Tore Aleksandersen (szuka klubu) - Denise Hanke (Schweriner SC – GER) - Berit Kauffeld (Lokomotiv Baku – AZE) - Jenna Hagglund (Unedo Yamamay Busto Arsizio – ITA) - Mira Topic (szuka klubu) - Hana Cutura (Lokomotiv Baku – AZE) - Anna Grejman (Muszynianka Muszyna) - Anita Kwiatkowska (Nafta Piła) |

| Atom Trefl Sopot                                                                        | Atom Trefl Sopot                                                                                                 |
| Przychodzą                                                                              | Odchodzą |
| --------------------------------------------------------------------------------------- | --- |
| - Danica Radenković (Muszynianka Muszyna) - Maret Grothues-Balkesteid (RC Cannes – FRA) | - Charlotte Leys (Galatasaray SK – TUR) - Deja McClendon (MKS Dąbrowa Górnicza) - Izabela Bełcik (Chemik Police) |

| Tauron MKS Dąbrowa Górnicza | Tauron MKS Dąbrowa Górnicza |
| Przychodzą | Odchodzą |
| --- | --- |
| - II trener Magdalena Śliwa (Budowlani Łódź) - Micha Hancock (Indias de Mayagüez – POR) - Deja McClendon (Trefl Sopot) - Kamila Ganszczyk (KSZO Ostrowiec Św.) - Karolina Różycka (Muszynianka Muszyna) - Izabela Bałucka (Karpaty Krosno) - Nadia Wydmańska (Młoda Liga MKS Dąbrowa Górnicza) - Kinga Drabek (SMS PZPS Szczyrk) - Rebecca Perry (Yamamay Busto Arsizo – ITA) - Rebecca Pavan (Béziers Volley – FRA) | - II trener Tomasz Wasilkowski (MKS Będzin) - Özge Çemberci (TUR) (Lokomotiv Baku – AZE) - Gina Mancuso ( Dresdner SC – GER) - Katsiaryna Zekreuskaya (szuka klubu) - Dominika Sobolska (Metalleghe Sanitars Montichiari – ITA) - Aleksandra Liniarska (Budowlani Łódź) - Marta Łukaszewska (Budowlani Toruń) - Katarzyna Konieczna (urlop macierzyński) |

| BKS Aluprof Bielsko-Biała | BKS Aluprof Bielsko-Biała |
| Przychodzą | Odchodzą |
| --- | --- |
| - trener Emanuele Sbano (Sigel Pallavolo Marsala – ITA) - Nikola Radosova (SC Poczdam – GER) - Yael Castiglione (Rio do Sul Volei – BRA) - Emilia Mucha (Developres SkyRes Rzeszów) - Aleksandra Pasznik (Ekstrim Gorlice) Beata Motyka (Młoda liga) | - trener Leszek Rus (szuka klubu) - II trener Marcin Owczarski (szuka klubu) - Heike Beier (Budowlani Łódź) - Lucie Muhlsteinova (Telekom Baku – AZE) - Elżbieta Klein (AZS Politechniki Śląskiej Gliwice) - Dorota Wilk (Nafta Piła) - Karolina Piśla (Impel Wrocław) - Sylwia Pelc (Muszynianka Muszyna) |

| Polski Cukier Muszynianka Muszyna | Polski Cukier Muszynianka Muszyna |
| Przychodzą | Odchodzą |
| --- | --- |
| - Maja Savić (Partizan Belgrad – SRB) - Adela Helić (Crvena Zvezda Belgrad – SRB) - Julia Milovits (Crvena Zvezda Belgrad – SRB) - Natalia Skrzypkowska (Budowlani Łódź) - Anna Grejman (Impel Wrocław) - Aleksandra Krzos (Chemik Police) - Izabela Śliwa (VC Wiesbaden – GER) - Sylwia Pelc (BKS Bielsko-Biała) - Karolina Szczygieł (Młoda Muszynianka) | - Katie Carter (przerwa w karierze) - Danica Radenković (Trefl Sopot) - Ivana Plchotova (CS Volei Alba-Blaj – RUM) - Karolina Różycka (MKS Dąbrowa Górnicza) - Ilona Gierak (Budowlani Toruń) - Paulina Maj-Erwardt (Chemik Police) - Gabriela Jasińska (PSPS Chemik Police) - Sylwia Wojcieska (szuka klubu) |

| Budowlani Łódź | Budowlani Łódź |
| Przychodzą | Odchodzą |
| --- | --- |
| - Daiana Muresan (Savino Del Bene Scandicci – ITA) - Heike Beier (BKS Bielsko-Biała) - Pavla Vincourova (Savino Del Bene Scandicci – ITA) - Julia Twardowska (Pałac Bydgoszcz) - Ewelina Tobiasz (KSZO Ostrowiec Św.) - Aleksandra Gromadowska (Młody Impel Wrocław) - Aleksandra Liniarska (MKS Dąbrowa Górnicza) | - Sanja Popović (Leningradka St. Petersburg) - Valerie Coutois (szuka klubu) - Magdalena Śliwa (MKS Dąbrowa Górnicza) - Joanna Pacak (Legionovia Legionowo) - Emilia Szubert (Legionovia Legionowo) - Natalia Skrzypkowska (Muszynianka Muszyna) - Aleksandra Sikorska (Impel Wrocław) - Dorota Ściurka (KSZO Ostrowiec Św.) |

| Sk Bank Legionovia Legionowo | Sk Bank Legionovia Legionowo                                                                    |
| Przychodzą | Odchodzą                                                                                        |
| --- | ----------------------------------------------------------------------------------------------- |
| - Klaudia Grzelak (KSZO Ostrowiec Św.) - Emilia Szubert (Budowlani Łódź) - Joanna Pacak (Budowlani Łódź) - Małgorzata Zaciek (Nike Węgrów) - Adrianna Adamek (Pałac Bydgoszcz) | - Marta Bechis (Imoco Volley Conegliano - ITA) - Jaimie Thibeault (Yamamay Busto Arsizio – ITA) |

| AZS WSBiP KSZO Ostrowiec Świętokrzyski | AZS WSBiP KSZO Ostrowiec Świętokrzyski |
| Przychodzą | Odchodzą |
| --- | --- |
| - Ewelina Polak (Silesia Volley) - Alicja Wójcik (Joker Świecie) - Julia Piotrowska (Trefl II Sopot) - Angelika Bulbak (Nike Węgrów) - Beata Mielczarek (Nike Węgrów) - Sandra Szczygioł (Budowlani Toruń) - Roksana Brzóska (Budowlani Toruń) - Paulina Szpak (Stod Volley – NOR) - Anna Korabiec (Pałac Bydgoszcz) - Kinga Dybek (Pałac Bydgoszcz) - Zuzanna Pieczka (Pałac Bydgoszcz) - Dorota Ściurka (Budowlani Łódź) - Natalia Nowak (Młoda Legionovia Legionowo) | - Sophie Godfrey (VT Aurubis Hamburg – GER) - Ralitsa Vasileva (szuka klubu) - Klaudia Grzelak (Legionovia Legionowo) - Aneta Duda (Joker Świecie) - Ewelina Tobiasz (Budowlani Łódź) - Joanna Kuligowska (Pałac Bydgoszcz) - Kamila Ganszczyk (MKS Dąbrowa Górnicza) - Barbara Bawoł (koniec kariery) - Katarzyna Brojek (urlop macierzyński) - Małgorzata Ścibisz (urlop macierzyński) - Marta Wójcik (szuka klubu) - Dominika Nowakowska (szuka klubu) - Alicja Stefańska (szuka klubu) |

| PTPS Piła | PTPS Piła |
| Przychodzą | Odchodzą |
| --- | --- |
| - trener Nicola Vettori (Energetyk Poznań) - Agata Babicz (powrót do gry) - Dorota Wilk (BKS Bielsko-Biała) - Anita Kwiatkowska (Impel Wrocław) - Małgorzata Skorupa (Pałac Bydgoszcz) - Oliwia Urban (Młoda Nafta Piła) - Adrianna Kukulska (Młoda Nafta Piła) - Alicja Markiewicz (AZS Politechniki Śląskiej Gliwice) - Kiesha Leggs (Robur Tiboni Volley Urbino – ITA) | - Caroline Jarmoc (Allianz Volley Stuttgart) - Veronika Skorupka (szuka klubu) - Marija Milović (szuka klubu) - Magdalena Wawrzyniak (Igor Gorgonzola Novara – ITA) - Natalia Krawulska (Pałac Bydgoszcz) - Marzena Wilczyńska (Budowlani Toruń) - Justyna Raczyńska (Zawisza Sulechów) - Katarzyna Nadziałek (ŁKS Łódź) |

| Ks Pałac Bydgoszcz | Ks Pałac Bydgoszcz |
| Przychodzą | Odchodzą |
| --- | --- |
| - Joanna Kuligowska (AZS KSZO Ostrowiec Św.) - Natalia Krawulska (Nafta Piła) - Ewelina Krzywicka (Budowlani Toruń) - Marlena Pleśnierowicz (Budowlani Toruń) - Marta Ziółkowska (Joker Świecie) - Karolina Świderska (Młoda Liga) - Karolina Portalska (Młoda Liga) | - Aleksandra Jurkoić (szuka klubu) - Marta Biedziak (ASPTT Mulhouse – FRA) - Adrianna Adamek (Legionovia Legionowo) - Małgorzata Skorupa (Nafta Piła) - Patrycja Polak (Beng Rovigo – ITA) - Patrycja Tomczyk (ŁKS Łódź) - Julia Twardowska (Budowlani Łódź) - Pola Nowacka (Nike Węgrów) - Zuzanna Pieczka (AZS KSZO Ostrowiec Św.) - Kinga Dybek (AZS KSZO Ostrowiec Św.) - Anna Korabiec (AZS KSZO Ostrowiec Św.) |

| Ks Developres Rzeszów | Ks Developres Rzeszów |
| Przychodzą | Odchodzą |
| --- | --- |
| - Nikolina Jelić (VolleyStars Thuringen – GER) - Ana Otasević (VK Spisska Nova Ves – SVK) - Vesela Boncheva (Maritsa Płowdiw – BUL) - Joanna Kapturska (Obiettivo Risarcimento Vicenza – ITA) - Agata Skiba (Zawisza Sulechów) - Aleksandra Wańczyk (Poprad Stary Sącz) - Ewelina Janicka (KS Murowana Goślina) | - Aleksandra Kazała (wyjazd do USA) - Karolina Filipowicz (Budowlani Toruń) - Emilia Mucha (BKS Bielsko-Biała) - Paula Szeremeta (urlop macierzyński) - Magdalena Olszówka (urlop macierzyński) |